# Église Notre-Dame-de-la-Nativité de Blaincourt-lès-Précy
L'église Notre-Dame-de-la-Nativité est une église catholique paroissiale située à Blaincourt-lès-Précy, dans l'Oise, en France. C'est un édifice simple et homogène de style gothique flamboyant. Le contraste entre le réseau typiquement flamboyant des fenêtres et la modénature plate des nervures des voûtes donne à penser que les murs extérieurs remontent à la fin du XVe siècle, et que les voûtes ont été lancées après coup, pendant la seconde moitié du XVIe siècle, mais ce n'est pas assuré : l'église peut tout aussi bien dater entièrement du milieu du XVIe siècle. Le clocher est le seul élément qui peut être daté avec certitude, car sa « première pierre » porte la date de 1782. L'extérieur de l'église est austère et sans grand caractère. L'intérieur se distingue par son effet proche d'une crypte gothique, abstraction faite de l'éclairage qui est abondant, grâce à trois vaisseaux parallèles de hauteur identique, et une nef à peine plus large que les collatéraux. C'est l'originalité de son agencement intérieur qui fait l'intérêt de l'église de Blaincourt. La décoration est inspirée de la Renaissance, mais se limite à de discrets chapiteaux influencés par l'ordre dorique, et quelques clés de voûte pendantes. Le mobilier comporte quelques statues anciennes. L'église Notre-Dame a été inscrite au titre des monuments historiques par arrêté du 18 octobre 1971. Elle n'a pas encore bénéficié d'une restauration intérieure depuis cette date. Elle est affiliée à la paroisse Saint-Louis de Précy-sur-Oise.

## Localisation

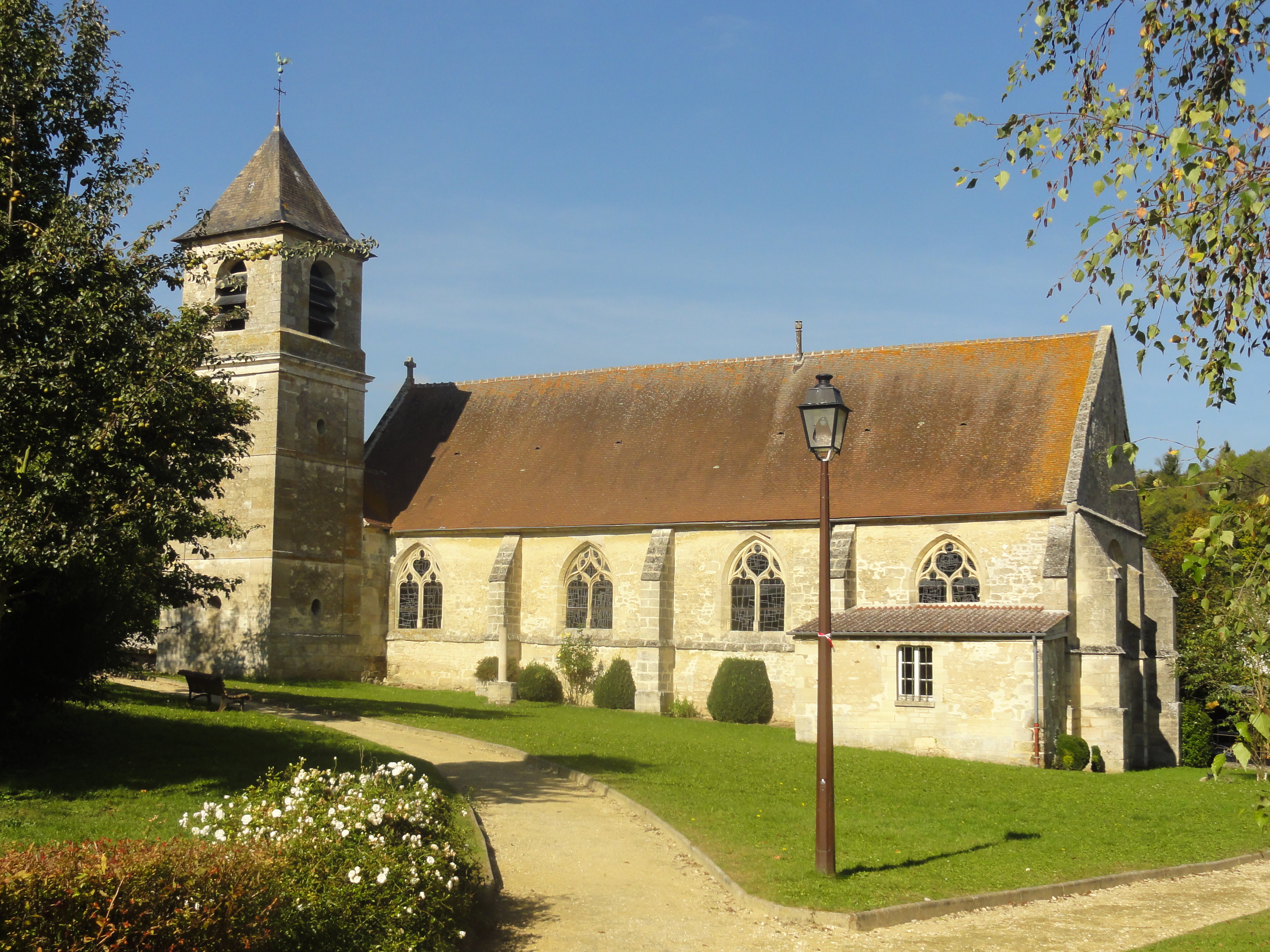
Vue depuis le sud.

L'église Notre-Dame de la Nativité se situe en France, en région Hauts-de-France et dans le département de l'Oise, en pays de Thelle, aux confins de l'Île-de-France, à moins de trois kilomètres de la rive droite de l'Oise, sur la commune de Blaincourt-lès-Précy, au centre du village, rue de la Mairie, au carrefour avec la rue du Carrouge, la rue des Sablons et la rue Madeleine-Hobigand. La façade occidentale donne sur la rue et le carrefour, tandis que l'élévation septentrionale est alignée sur la rue Madeleine-Hobigand, qu'elle domine grâce à un mur de soutènement. L'élévation méridionale et le chevet donnent sur le parc municipal. Ainsi, l'église est bien dégagée des autres constructions, et elle est visible de tous les côtés.

## Historique

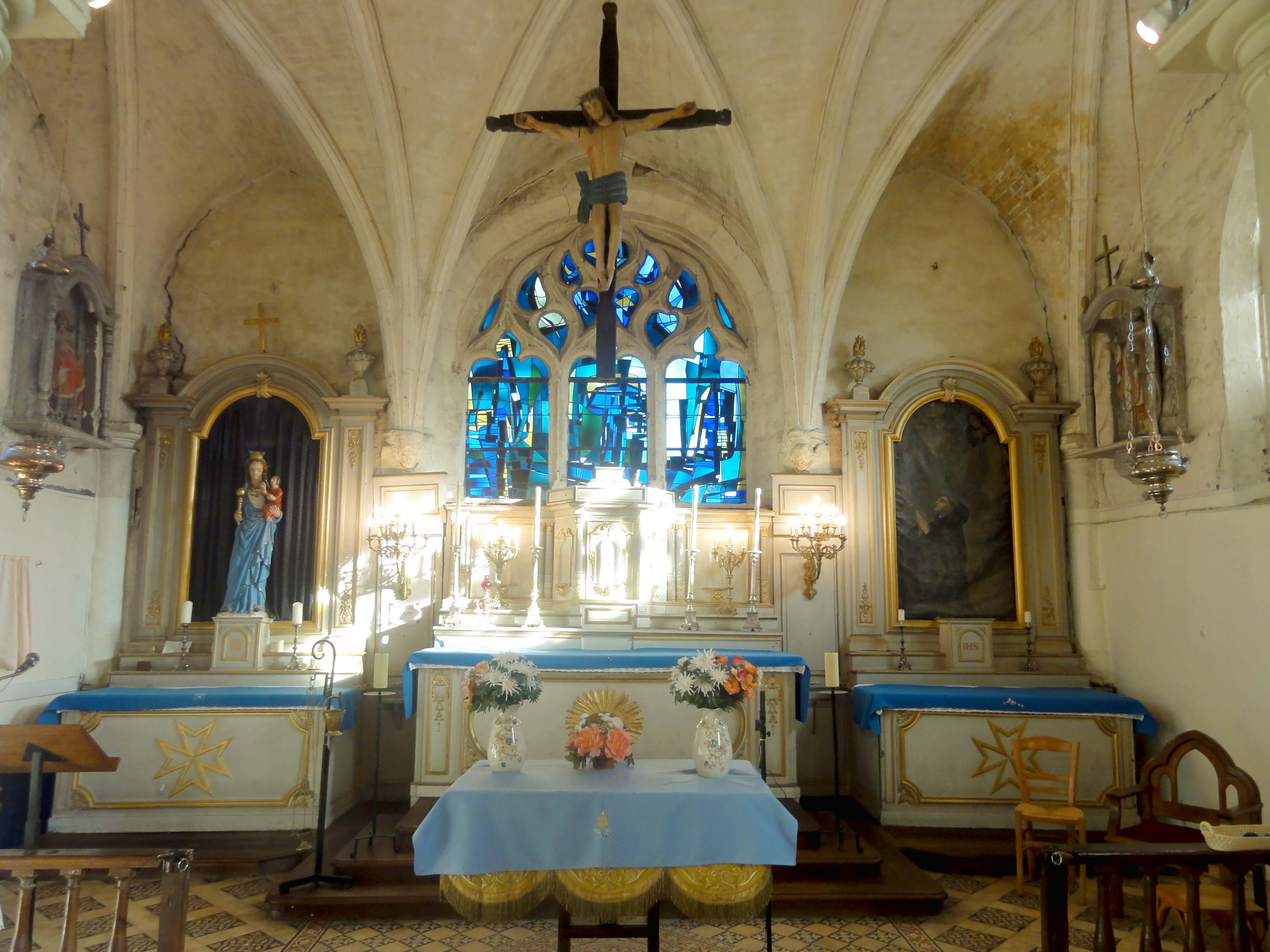
Trois autels se côtoient au chevet.

La paroisse de Blaincourt-lès-Précy est de fondation récente. Elle a longtemps été un vicariat de la paroisse voisine Saint-Pierre et Saint-Paul de Précy-sur-Oise, dont elle est démembrée au XVIIIe siècle seulement. Par conséquent, le collateur de la cure est le prieuré de Saint-Leu-d'Esserent, comme à Précy. Sous tout l'Ancien Régime, Blaincourt et Précy relèvent du doyenné de Beaumont-sur-Oise, de l'archidiaconé de Clermont et du diocèse de Beauvais. Dans les registres paroissiaux, l'abbé Carlos Speybroeck a retrouvé les noms de quelques prêtres desservant, qui portent tous le titre de vicaire : Claude Fret (1662) ; Jean Le Vasseur, « prêtre-vicaire en chef » (1730) ; Pépin (1758) ; Patout (11 novembre 1775 - mort le 29 juin 1776) ; Jean-Baptiste Clément (1778, prête serment à la Constitution civile du clergé) ; Nicolas Poulain (9 avril 1791). La sainte patronne de l'église est la Vierge Marie. — Avant la Révolution française, le hameau de Bonqueval possède sa propre église, qui est dédiée à saint Barthélemy. Elle est vendue comme bien national à la Révolution, et acquise par un particulier. L'édifice semble encore être debout pendant les années 1820, quand Louis Graves visite la contrée. Il est plus ancien que l'église Notre-Dame. Plus tard il est transformé en maison d'habitation, et à la fin du XXe siècle, seulement le chevet avec ses deux contreforts et son triplet bouché rappellent encore son passé. Dominique Vermand date ces vestiges de la fin du XIIe siècle. Trois statues de l'église Saint-Barthélémy ornent aujourd'hui l'église Notre-Dame,,.

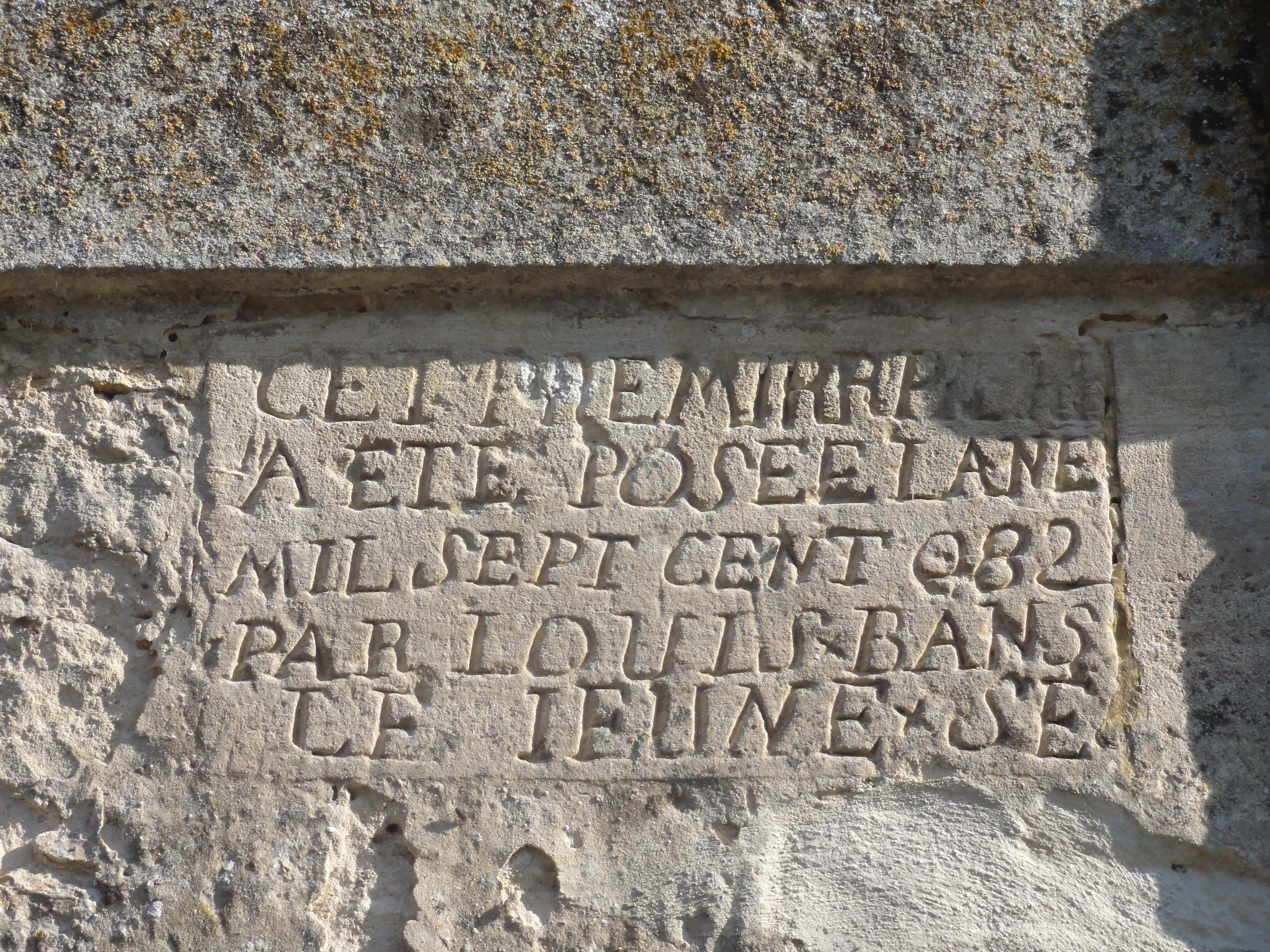
« Première pierre » du clocher.

Selon le dossier d'inscription, la construction de l'église actuelle remonterait au XVe siècle, ce qui est déduit de la forme des baies et du dessin de leur remplage. Dominique Vermand, qui a étudié la plupart des églises du département, affirme néanmoins que l'ensemble de l'église serait homogène, et aurait été bâti au milieu du XVIe siècle. Un renseignement rapporté par Louis Graves indique que l'église aurait été construite en 1553 aux frais de Louis de Alin, seigneur de Lens dans le diocèse d'Amiens, et semble conforter l'avis de Dominique Vermand. Il n'est toutefois pas certain si Graves s'appuie sur une source fiable, ou sur une rumeur ou tradition locale sans fondement réel. Le rédacteur du dossier d'inscription estime que les voûtes d'ogives auraient été lancées à la fin du XVIe siècle seulement. La sacristie et le clocher latéral sont plus récents. Une petite plaque commémorative scellée dans le mur occidental du clocher porte l'inscription suivante : « CET PREMIRR PIERE A ETE POSEE LANE MIL SEPT CENT 082 PAR LOULSxBANS LE JEUNExSE ». Toujours selon le dossier d'inscription, « les colonnes de la nef sont peintes et portent des traces d'une taille que l'on discerne mal. Les piliers sont anciens mais ont été galbés au siècle dernier par un regrettable souci d'orthodoxie ». Colonnes et piliers sont ici synonymes. Rien ne subsiste de la prétendue polychromie architecturale, mais certains piliers ainsi que les murs de la nef arborent les traces d'une litre funéraire. Il n'est pas clair sur quel élément se base l'affirmation d'un reprofilage des piliers. Louis Graves dit que l'église est humide, ce qui pourrait expliquer une reprise en sous-œuvre purement hypothétique. Il n'y a que le dernier tambour du pilier engagé entre la troisième et la quatrième travée du nord qui affiche une forme énigmatique. Les vitraux anciens ont été détruits sous la Seconde Guerre mondiale, et ont été remplacés par des verrières abstraites. L'église a été inscrite au titre des monuments historiques par arrêté du 18 octobre 1971,,.

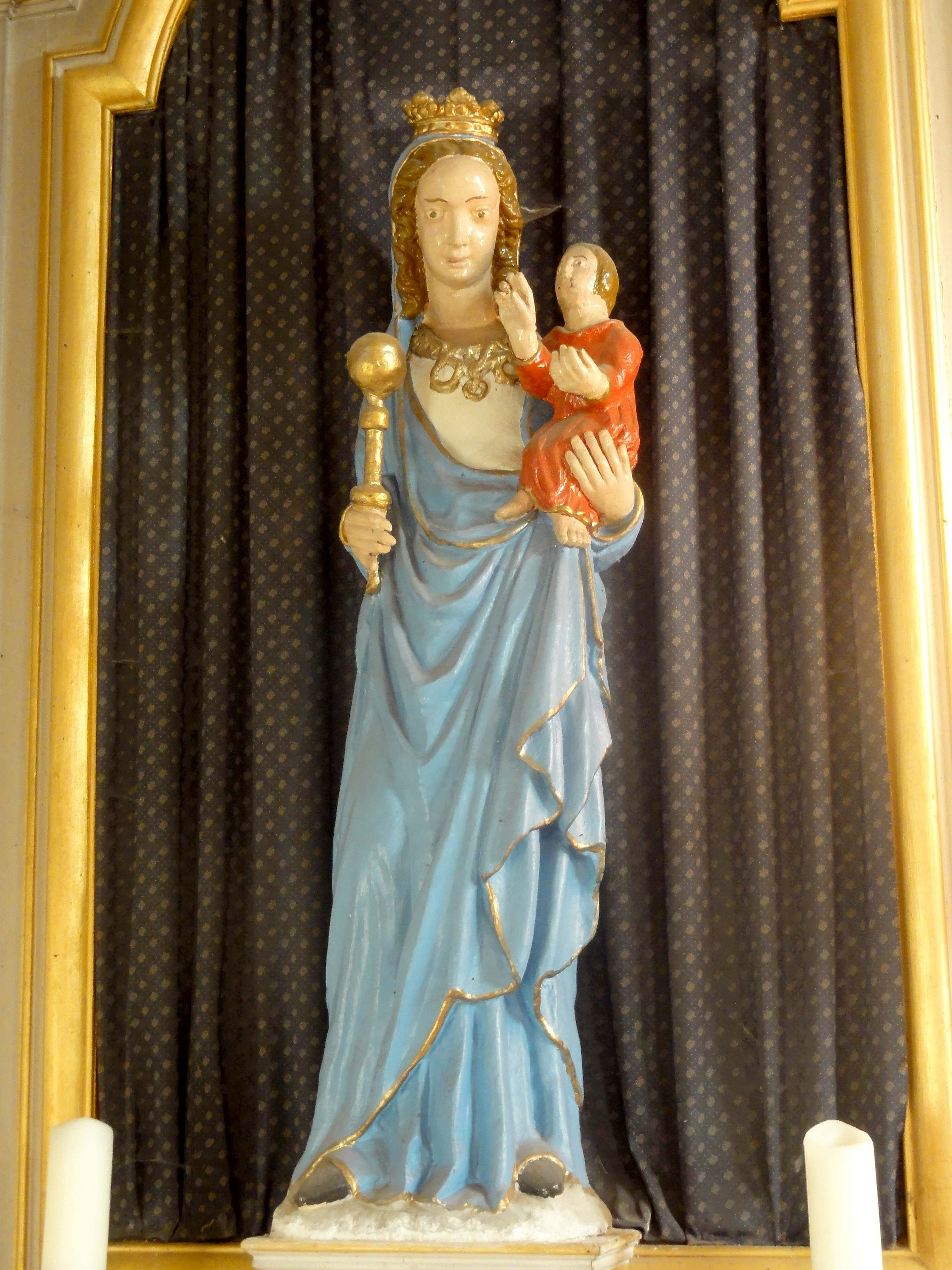
Vierge à l'Enfant.

À la Révolution française, chaque diocèse correspond désormais à un département, et une bonne partie du doyenné de Beaumont rejoint le diocèse de Versailles. Sous le Concordat de 1801, le diocèse de Beauvais est annexé au diocèse d'Amiens, situation qui dure jusqu'en 1822. Depuis cette date, Blaincourt fait définitivement partie du diocèse de Beauvais. Le service paroissial est depuis longtemps assuré par le curé de Précy-sur-Oise, qui dessert également l'église de Boran-sur-Oise. Depuis le 26 mai 1996, les trois communautés forment officiellement la paroisse Saint-Louis de Précy-sur-Oise, l'une des quarante-cinq paroisses nouvellement définies du diocèse. Depuis la retraite du père Carlos Speybroeck le 1er septembre 2011, aucun curé n'a été nommé à la paroisse, qui est la plus petite du diocèse. Elle est, dans les faits, réunie à la paroisse de Gouvieux. Des messes dominicales anticipées sont célébrées en principe le dernier samedi des mois impairs à 18 H 30. Les autres messes anticipées ont lieu en l'église de Boran. Toutes les messes anticipées sont toutefois suspendues pendant les mois de juillet et août.

## Description

### Aperçu général
Orientée irrégulièrement vers le sud-est du côté du chevet, avec une déviation de l'axe de l'édifice de 35 degrés par rapport à l'axe est-ouest, l'église suit un plan d'une extrême simplicité. Elle se compose d'un vaisseau central de quatre travées accompagné de deux collatéraux, l'ensemble se terminant par un chevet plat. La nef est à peine plus large que les collatéraux, et les trois vaisseaux sont de hauteur identique, avec des travées barlongues dans le sens longitudinal. La première et la dernière travée sont un peu plus profondes que les autres. Le portail occidental est précédé d'un porche. Le clocher se dresse devant la première travée du collatéral sud, à laquelle il est relié par un court passage recouvert d'un toit en bâtière. Ce passage et la base du clocher ne font pas partie de l'espace intérieur de l'église. La sacristie est mitoyenne de la dernière travée du collatéral sud. L'ensemble de l'église est voûté d'ogives, et la toiture unique à deux rampants recouvre les trois vaisseaux, avec des pignons à l'ouest et à l'est.

### Intérieur

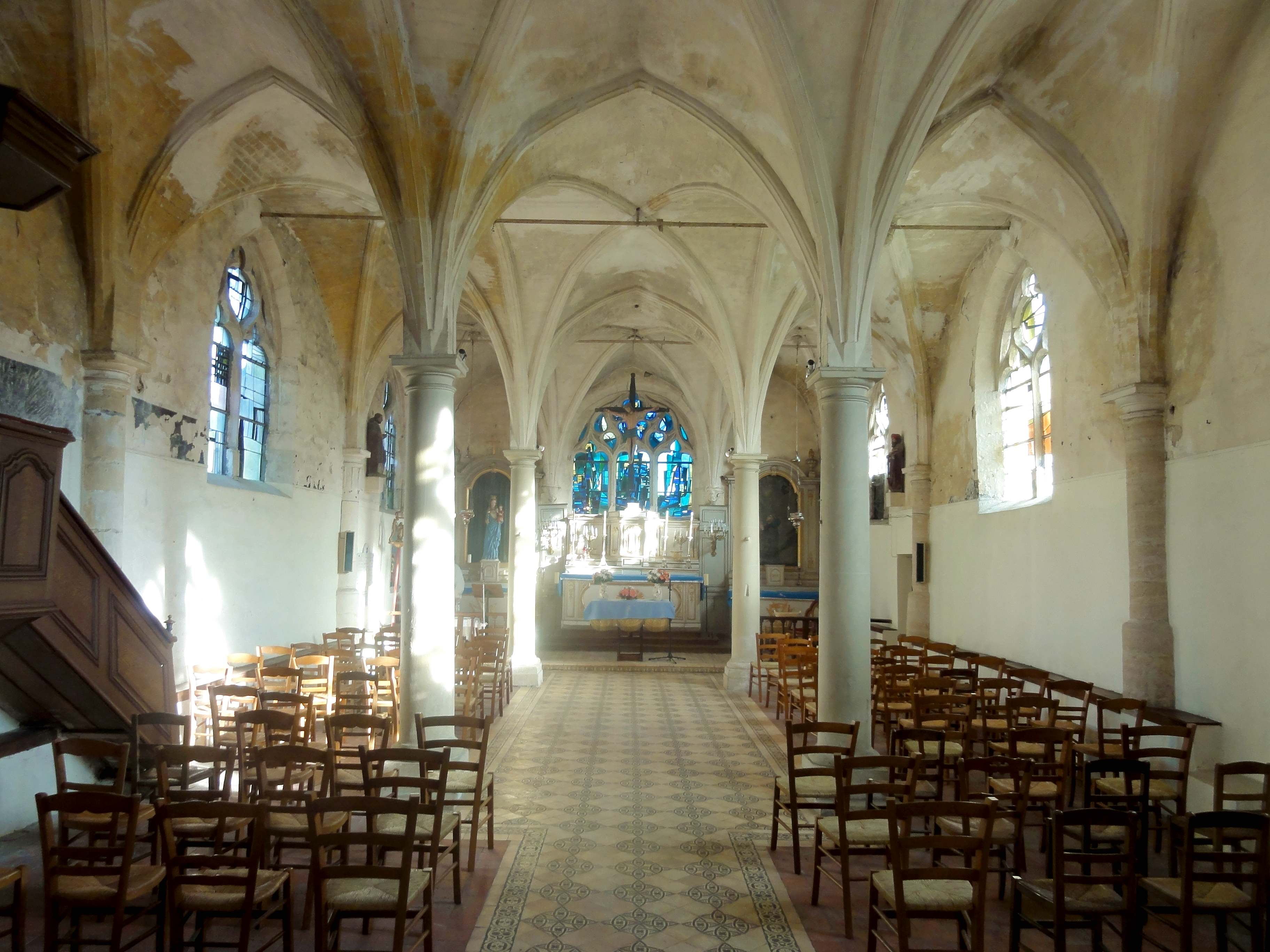
Vue vers l'est.

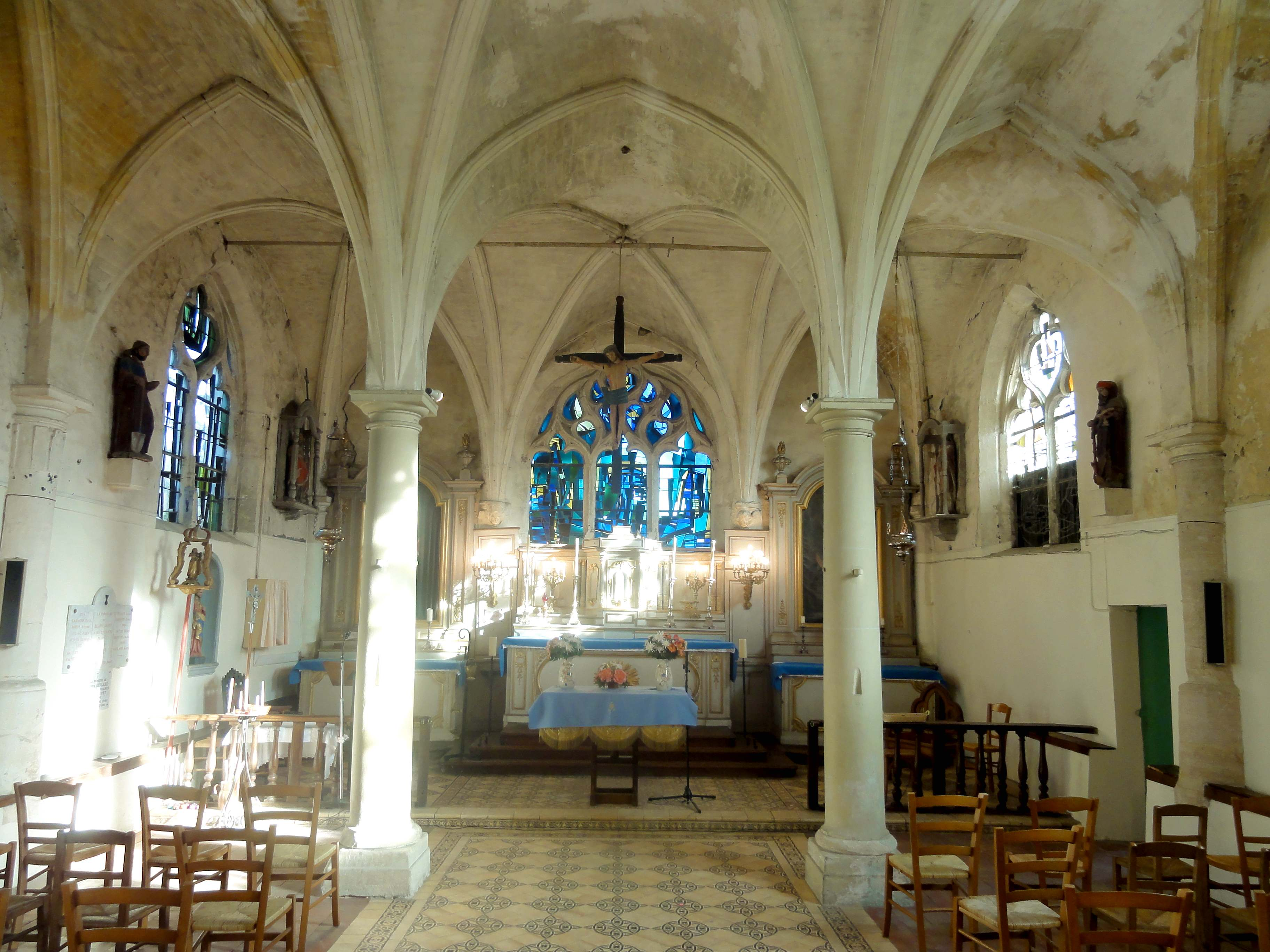
Vue vers l'est.

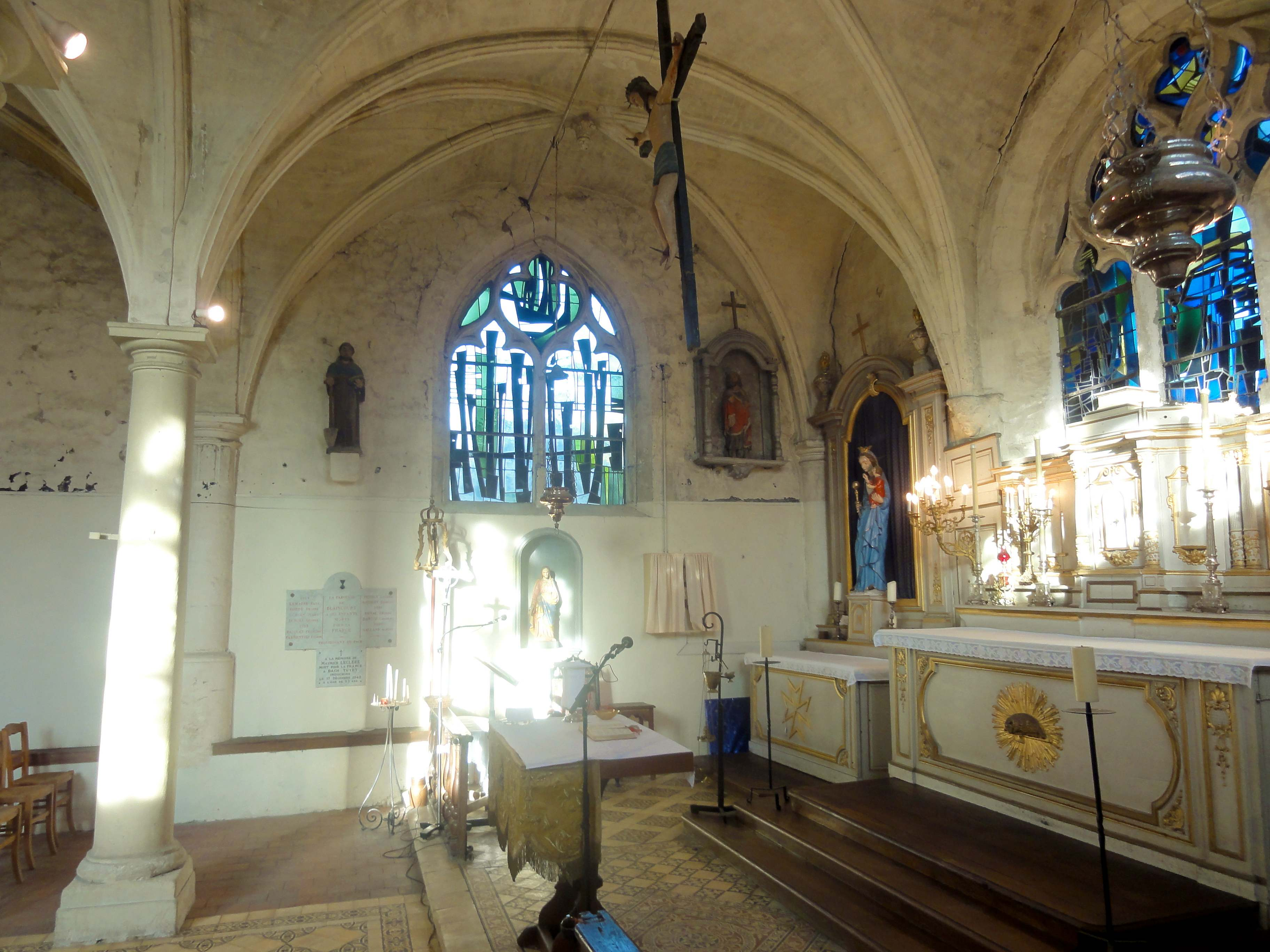
4e travée, vue vers le nord.

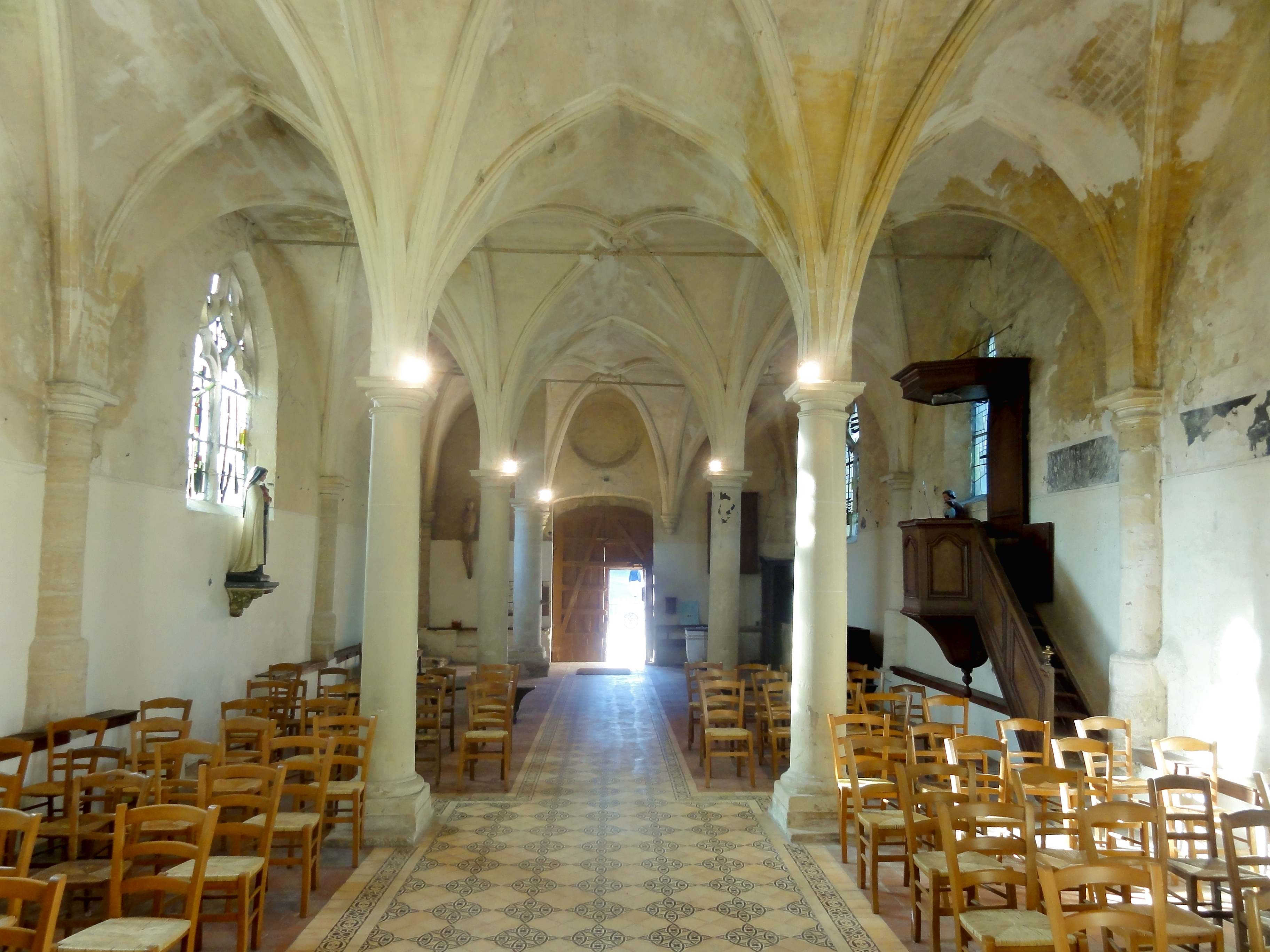
Vue vers l'ouest.

Eugène Müller dit que l'église de Blaincourt est sans caractère. Son architecture ne fait effectivement pas preuve d'ambition ou de recherche stylistique. Le dossier d'inscription constate que l'église est « construite sur un plan délibérément rectangulaire, comme beaucoup d'édifices de la région ». L'église Notre-Dame-de-la-Nativité n'est pourtant ni banale, ni dénuée d'intérêt. Dominique Vermand estime que « sa silhouette extérieure, compacte et presque austère, est trompeuse : l'intérieur apparaît comme un délicieux morceau d'architecture ». L'auteur souligne l'unité spatiale remarquable, qui est obtenue par une hauteur identique des trois vaisseaux, une largeur presque identique, et une assimilation des grandes arcades longitudinales aux arcs-doubleaux. Ils ont la même envergure et partagent la même modénature. L'effet obtenu est proche de certaines cryptes gothiques, sans bien sûr pour l'éclairage par la lumière naturelle, qui est assez généreux. Les collatéraux possèdent une fenêtre latérale par travée. Le vaisseau central est ajouré par une large baie de chevet, l'oculus de la façade étant aujourd'hui bouché. Contrairement à la majorité des églises rurales issues de la reconstruction après la Guerre de Cent Ans, la nef ne fait pas apparaître un espace sombre au-dessus des grandes arcades, qui vient d'une hauteur plus importante par rapport aux collatéraux, sans aller de pair avec des fenêtres hautes latérales. Dans les environs, de nombreuses églises  flamboyantes sont dans ce cas : Baron, La Chapelle-en-Serval, Jagny-sous-Bois, Montagny-Sainte-Félicité, Pont-Sainte-Maxence, Saint-Pierre de Senlis, Survilliers, Le Thillay, Verneuil-en-Halatte, Vineuil-Saint-Firmin, Viarmes, etc. Rares sont les églises flamboyantes pourvues de fenêtres hautes, comme Bessancourt, Précy-sur-Oise et Villiers-le-Bel, qui sont issues de la transformation successive d'églises médiévales. Avec une homogénisation des trois vaisseaux, la répartition équilibrée de la lumière est assurée sans fenêtres hautes. C'est une solution originale, qui n'a pas été adoptée ailleurs dans la région. Il en résulte une forme barlongue des travées du vaisseau central dans le sens longitudinal, et non dans le sens transversal, comme c'est habituellement le cas. Les grandes arcades en tiennent un tracé en cintre surbaissé, qui contraste avec le tracé en tiers-point des doubleaux. Ainsi, le maître d'œuvre crée une certaine tension, et évite la monotonie.
Le remplage de l'ensemble de toutes les fenêtres latérales sauf une répond au même dessin, à savoir deux lancettes aux têtes tréflées, surmontées d'un grand soufflet et de deux mouchettes. C'est le dessin emblématique de la période flamboyante, qui s'applique à la majorité des fenêtres à deux lancettes. Sur la deuxième fenêtre du sud, les deux lancettes forment une accolade, qui circonscrit un losange et deux mouchettes, réséquées chacune en deux mouchettes affrontées. Le réseau complexe de la baie du chevet se compose de trois lancettes trilobées, surmontée de deux grandes mouchettes dissymétriques, dont chacune réséquée en deux paires de petites mouchettes affrontées, et d'un petit soufflet. Ce dessin est caractéristique de l'architecture flamboyante à son apogée, et connaît de nombreuses variantes. Vers la fin de la période flamboyante, à l'approche du milieu du XVIe siècle, les formes en plein cintre s'imposent. Les chapelles du déambulatoire de l'église Saint-Étienne de Beauvais, dont le pourtour a été construit au premier quart du XVIe siècle, montrent déjà des fenêtres aux formes schématisées, simplifiées et arrondies. Il paraît donc évident que le dossier d'inventaire suppose une date de construction au cours du XVe siècle pour les murs extérieurs. En même temps, la reconstruction de l'église de Précy-sur-Oise à partir de 1570 n'a pas encore été mise en doute par un auteur, alors que les fenêtres reprennent encore le dessin flamboyant standard observé à Blaincourt. Les meneaux des fenêtres affectent un profil aigu. Lors d'un ravalement peu scrupuleux, les meneaux extérieurs ont en grande partie disparu sous l'enduit des piédroits. Les fenêtres ne sont pas entourées de moulures, ni même à l'extérieur.
Des bancs de pierre courent le long des murs latéraux. C'est sur ces bancs que sont posés les socles des piliers engagées qui servent de supports aux voûtes. Non moulurés, ces socles se présentent simplement comme de gros fûts cylindriques, qu'un boudin aplati sépare des piliers proprement dits. Ce sont des demi-colonnes cylindriques appareillées en tambour. Les socles et bases des piliers libres sont différents. Les socles sont carrés, peu élevés et moulurés d'un faible ressaut ; les bases se composent d'un gros boudin et d'un filet ou d'un petit boudin aplati. En ce qui concerne les fûts de colonne, leur diamètre diminue légèrement avec la hauteur croissante, et est de 39 cm en moyenne. Les colonnes portent des chapiteaux doriques simplifiés munis de tailloirs carrés, qui sont en fait de simples tablettes non moulurées. La même disposition se trouve au sud de la nef de Fosses, au sud du chœur de Villers-sous-Saint-Leu, et avec des tailloirs ronds ou polygonaux, dans le chœur de Haravilliers. Comme particularité, les tailloirs ne reçoivent pas directement les nervures, mais sont surmontés d'une section de pilier carrée, dans lequel se fondent les nervures. Toutes les ogives se fondent dans les faces est ou ouest des piliers, et pas dans les angles. Le principe des nervures pénétrantes est typique de l'architecture flamboyante, mais les supports ne sont en principe jamais de section carrée. Malgré la grande homogénéité de l'édifice, des exceptions à la règle existent au revers de la façade, où les nervures des voûtes sont reçues sur des culs-de-lampe revêtus de feuilles d'acanthe, et au droit du chevet, où l'on trouve deux têtes de chérubin flanquées d'ailes. Au nord du troisième doubleau, se situe le chapiteau irrégulier déjà signalé. Enfin, la première grande arcade du sud est consolidée par un pilier supplémentaire, analogue aux autres, ce qui doit être lié à la nécessité de contrebuter le clocher. Pour venir à la modénature des nervures des voûtes, ogives et doubleaux, elle est assez simple et fait appel à un large filet entre deux cavets et deux quarts-de-rond. Il n'y a pas d'arcs formerets. La moitié des travées ne possèdent pas de clés de voûte sculptées, mais dans certains cas, des traces donnent à penser qu'elles ont jadis existé. Parmi les six clés sculptées, l'on trouve un écusson vierge ; deux fleurs ; et trois clés pendantes enveloppées d'un ou deux rangs de feuillages, et terminées par un bourgeon. Dans la troisième travée du nord, un rang d'oves apparaît tout en haut de la clé, et reflète l'influence de la Renaissance.

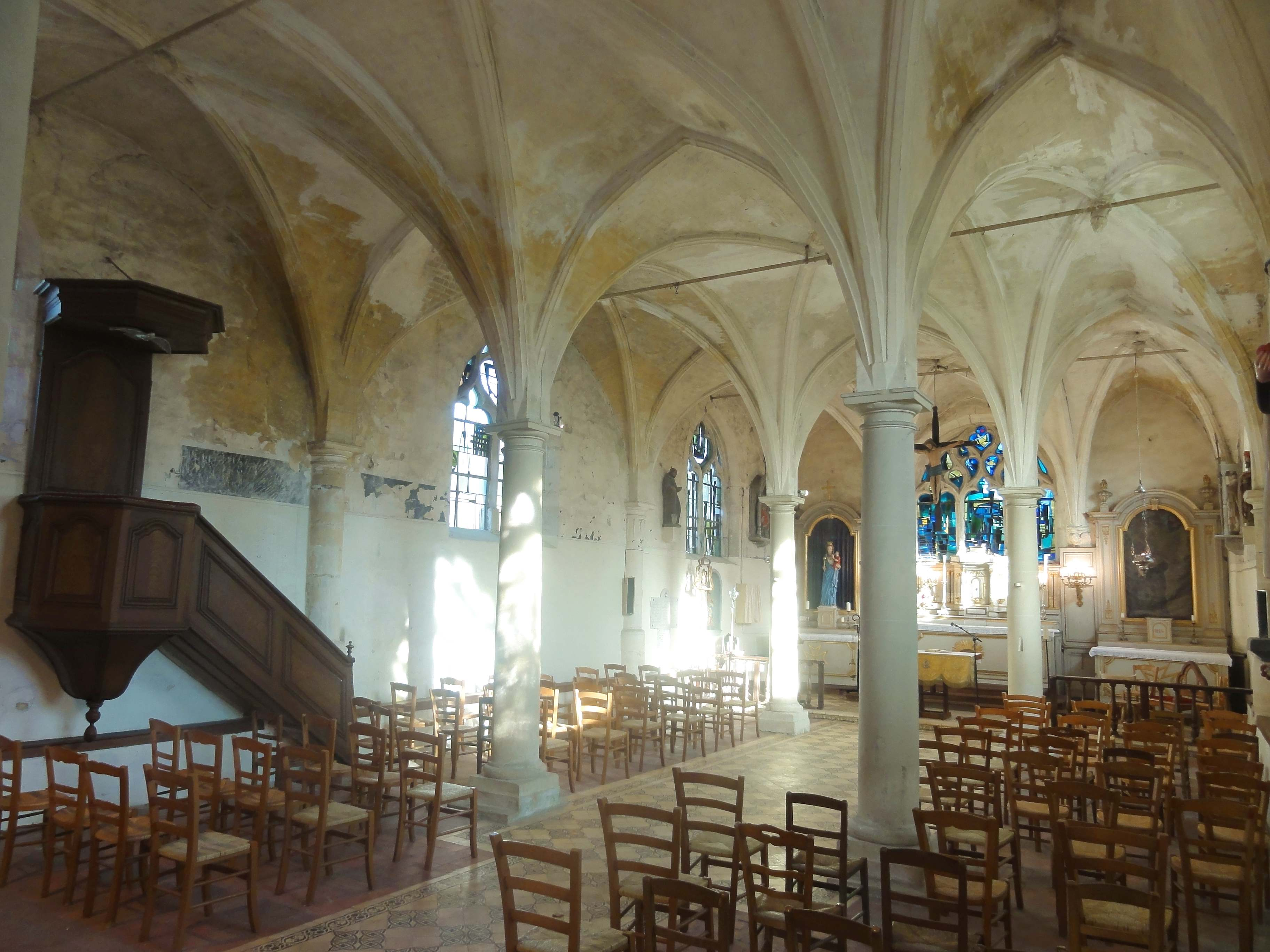
Vue diagonale vers le nord-est.
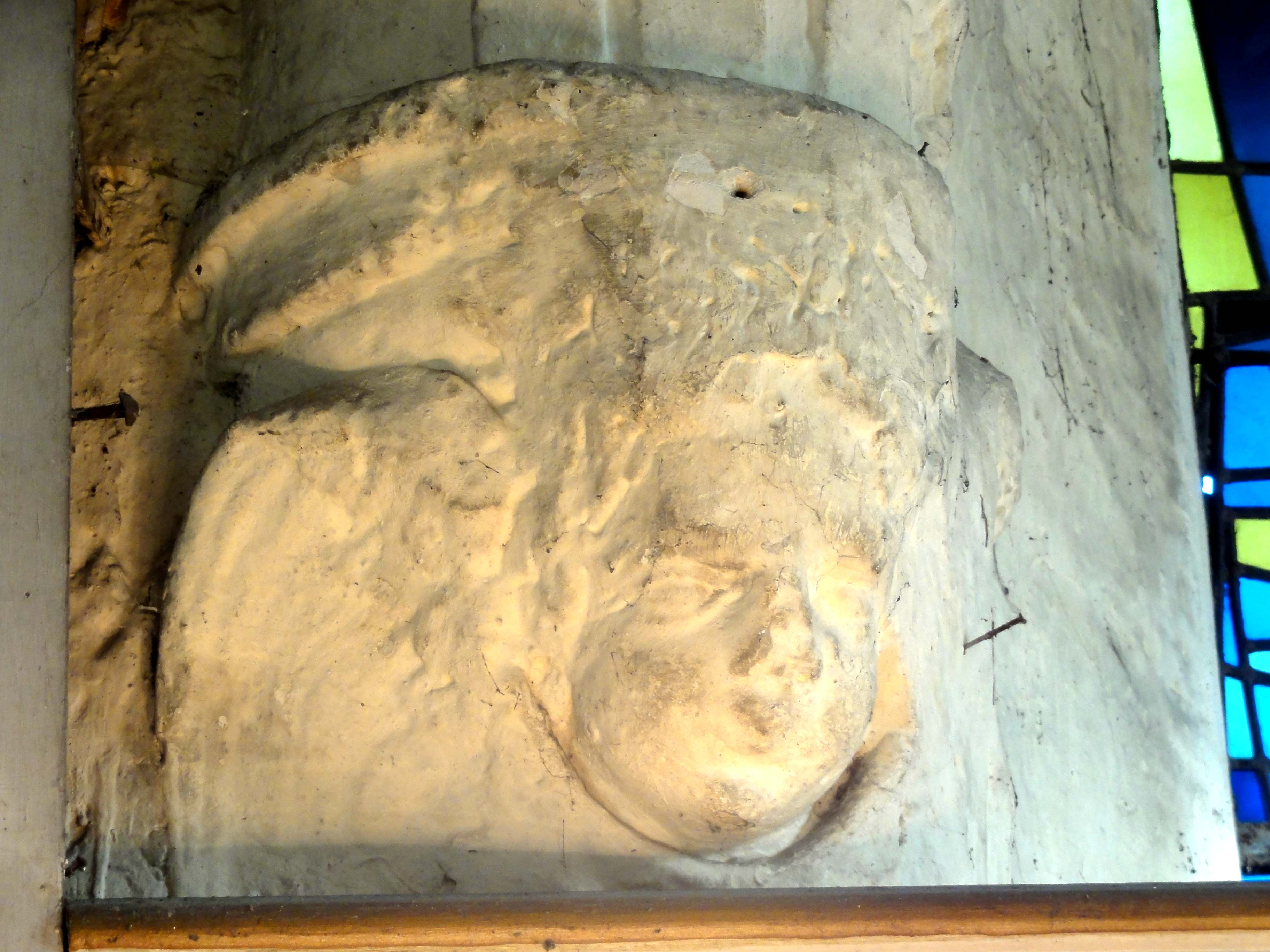
Cul-de-lampe au droit du chevet.
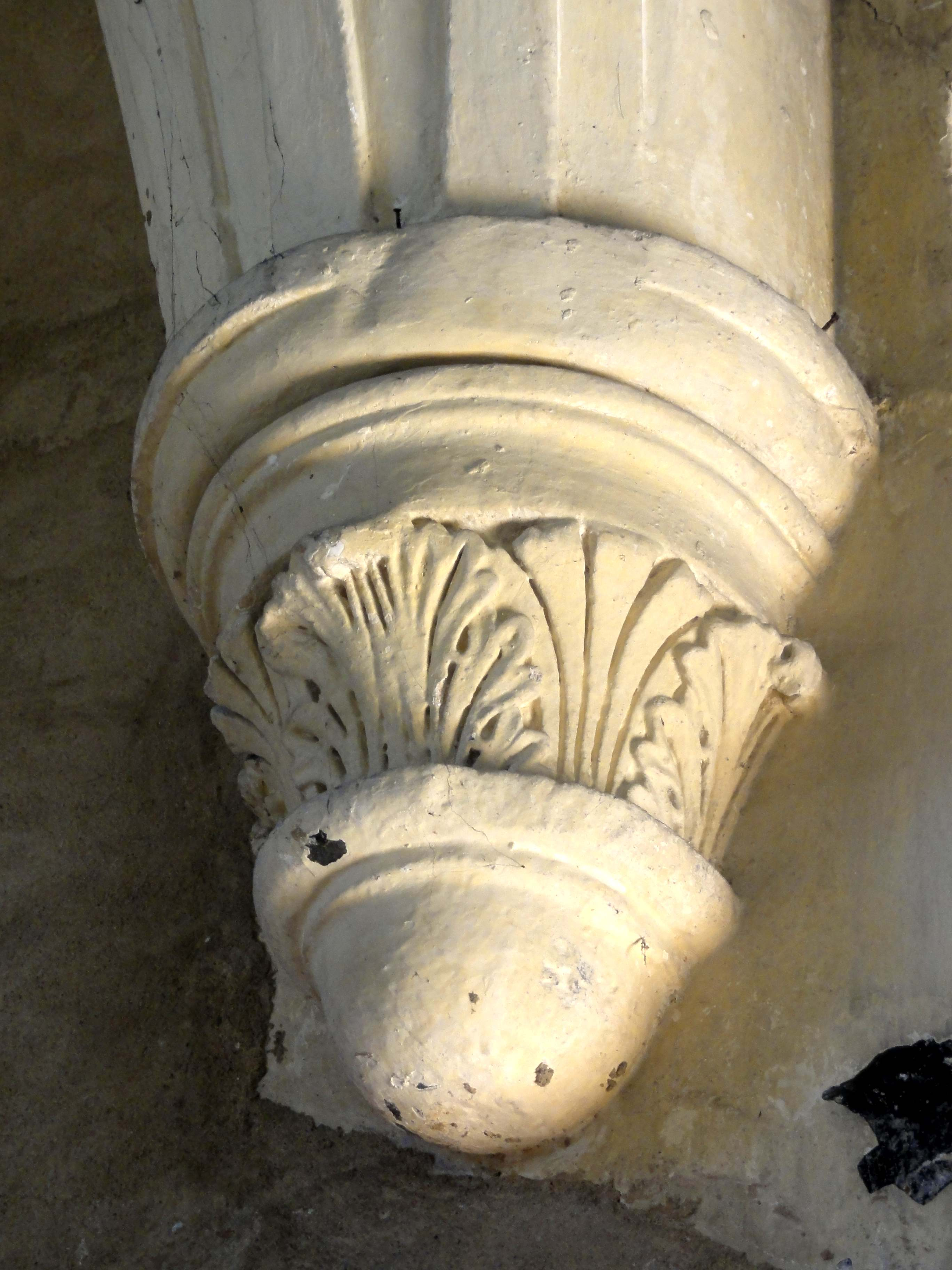
Cul-de-lampe au revers de la façade.
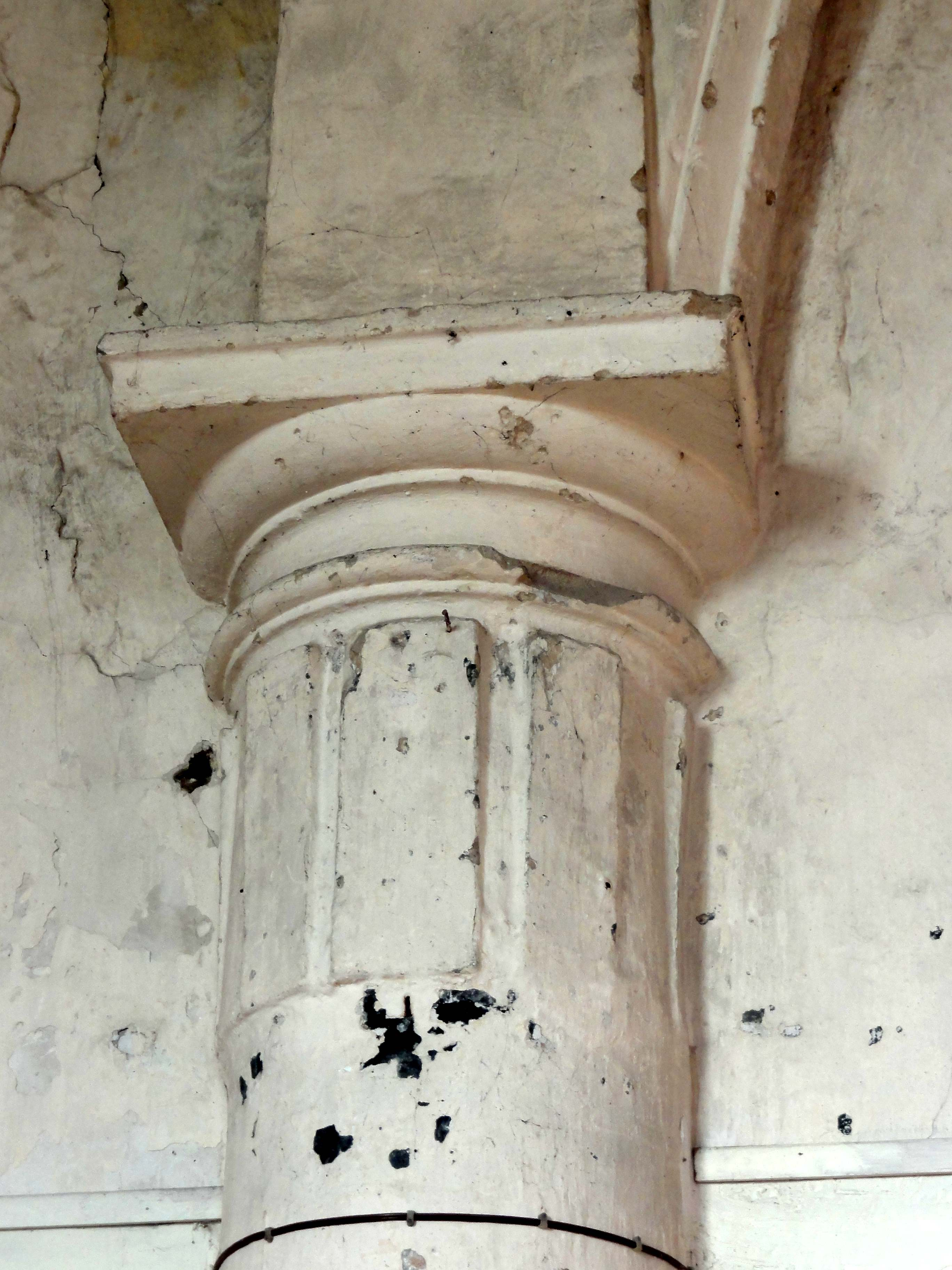
Chapiteau irrégulier au nord du 3e doubleau.
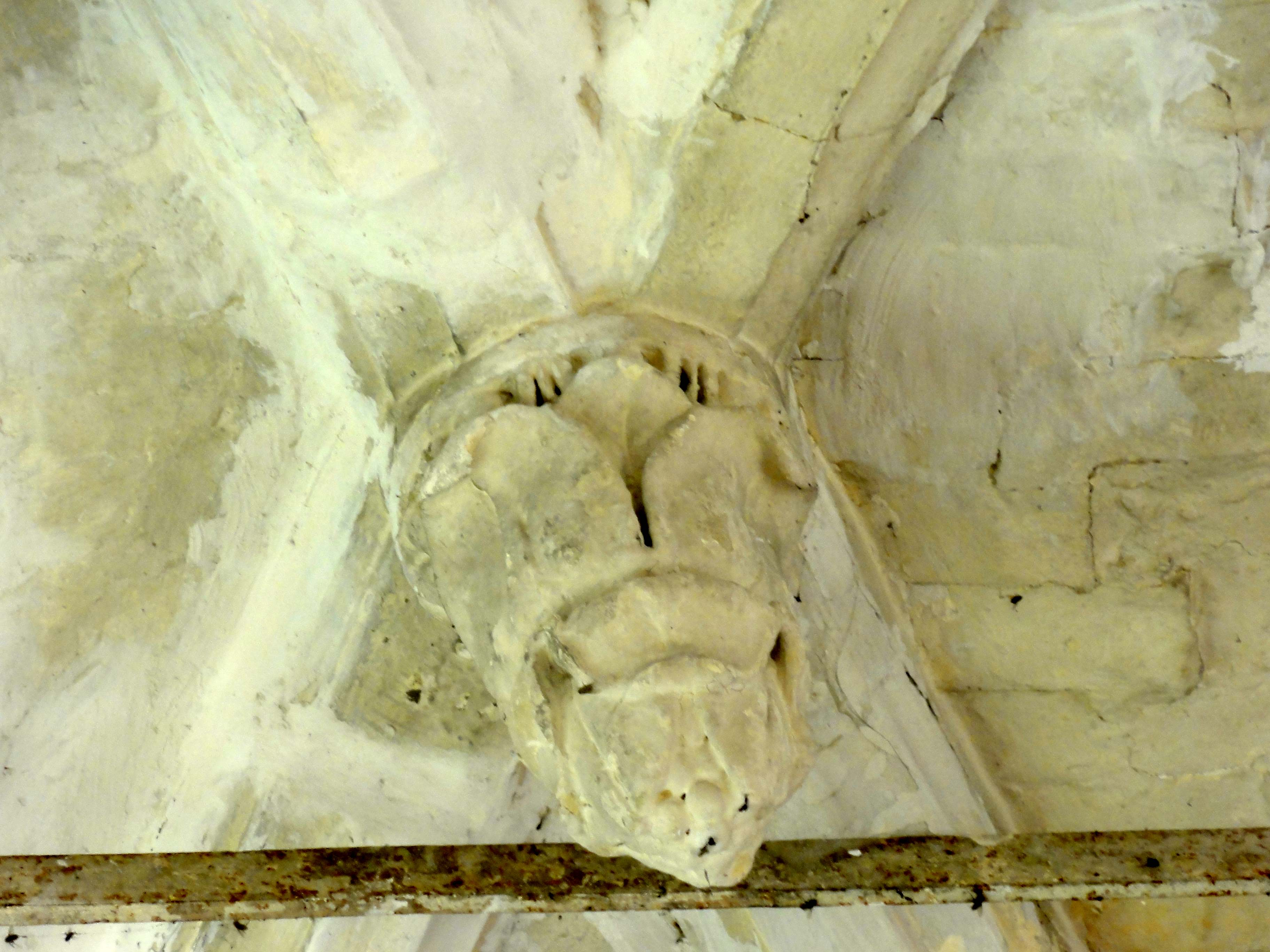
Clé de voûte pendante dans la 3e travée du nord.
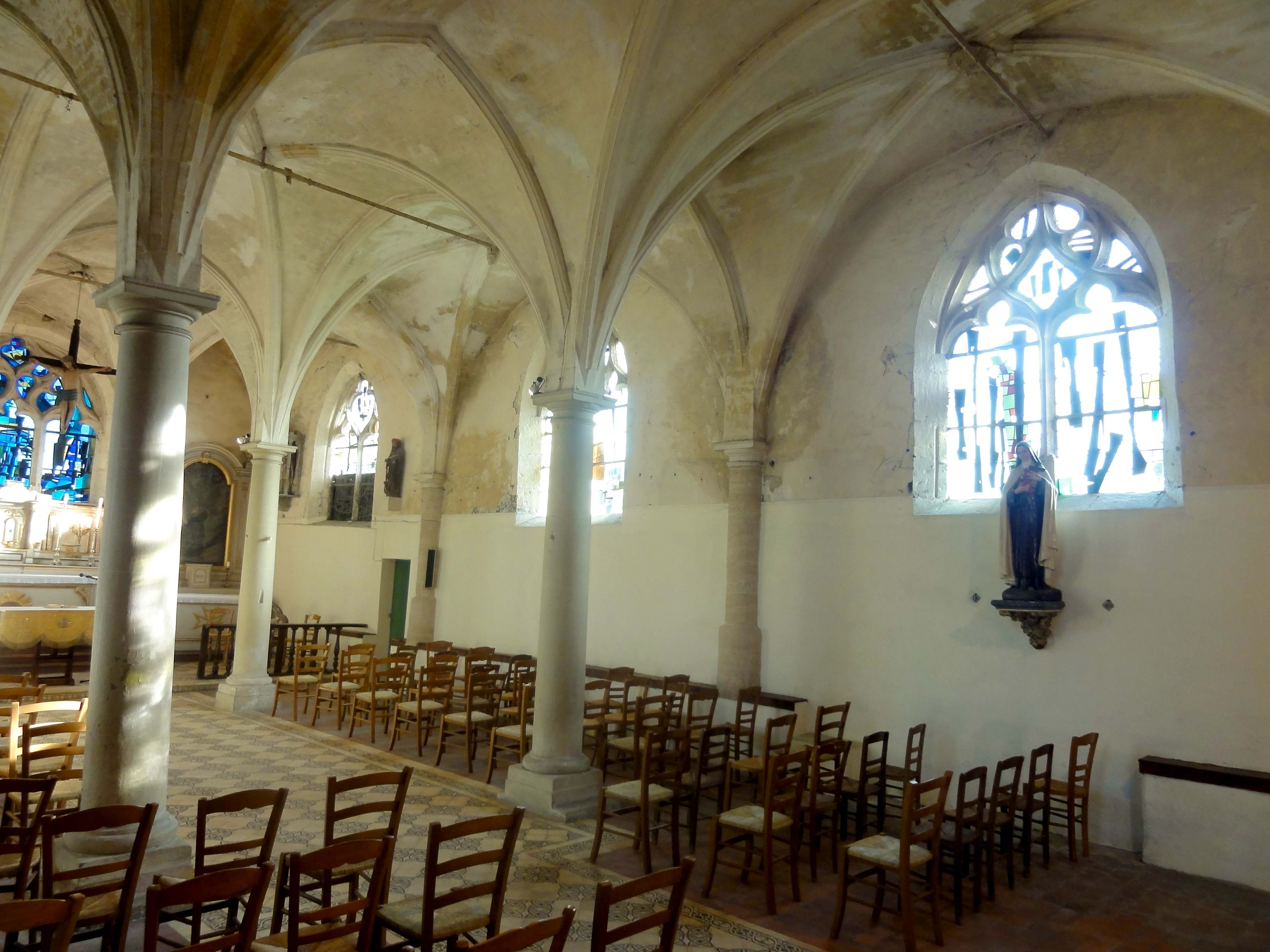
Vue diagonale vers le sud-est.

### Extérieur

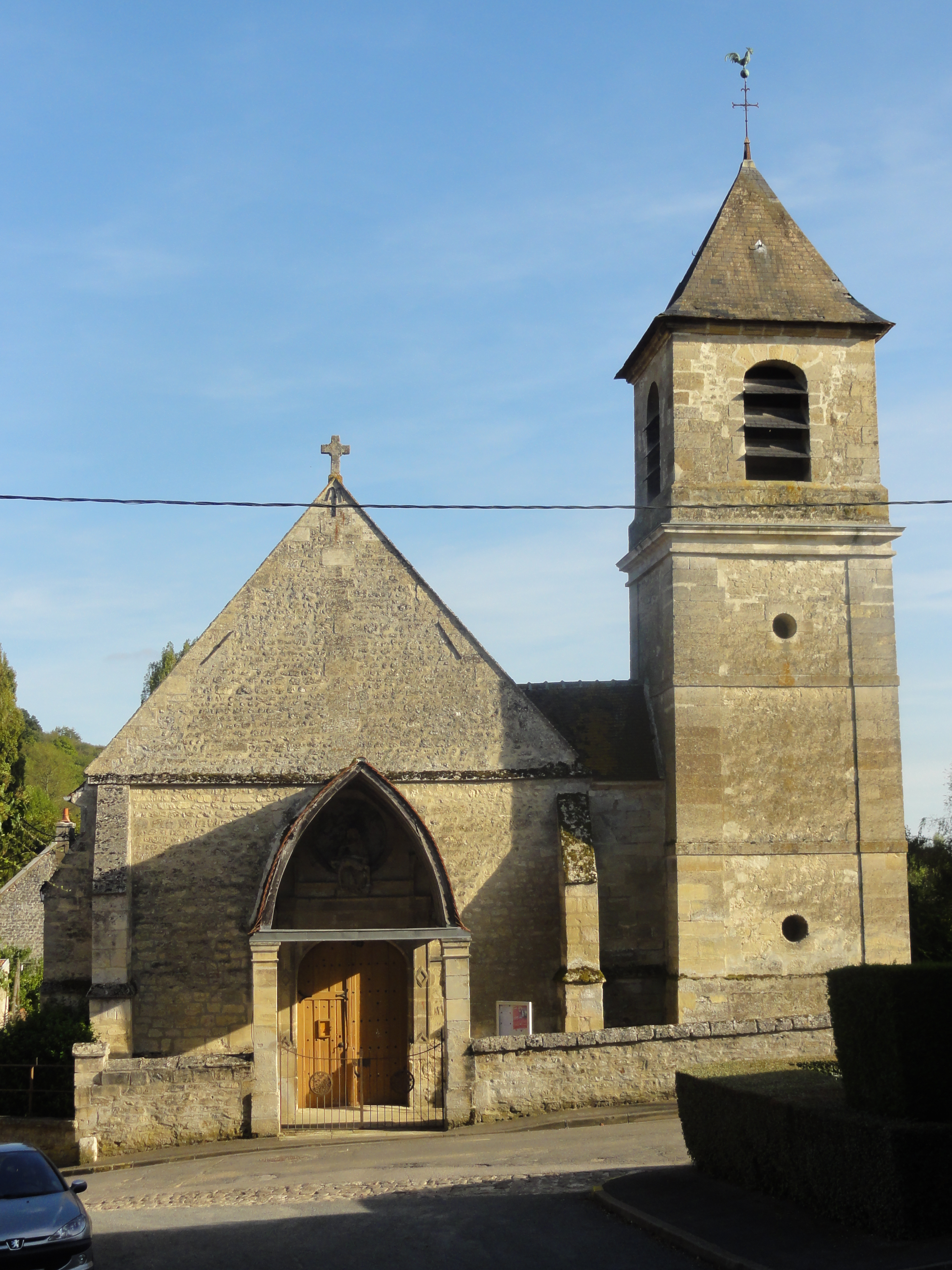
Façade occidentale.

L'extérieur de l'église témoigne des contraintes économiques avec lesquelles le maître d'ouvrage devait composer : en effet, les différents éléments du vocabulaire ornemental flamboyant font complètement défaut, et l'on ne trouve pas de réseaux flamboyants plaqués, de niches à statues couronnées de dais finement ciselés, de clochetons ou pinacles au sommet des contreforts, de gargouilles sous la forme de chimères, ou de petits animaux fantastiques peuplant les archivoltes des fenêtres. Il n'y a que l'effet décoratif des réseaux des fenêtres. Celles-ci prennent appui sur un mur-bahut, qui se termine par un larmier. L'appareil est constitué de moellons irréguliers noyés dans un mortier. Seulement les pourtours des fenêtres et les contreforts ont été réalisées en pierre de taille. Les contreforts se retraitent par un fruit après la deuxième assise, et sont scandés par le larmier déjà mentionné. Ils s'amortissent par un long glacis formant larmier. Deux contreforts orthogonaux épaulent chaque angle, au lieu d'un unique contrefort biais, comme le veut l'usage à partir de la période flamboyante tardive (Armancourt, La Chapelle-en-Serval...). Les deux contreforts flanquant la baie axiale du chevet sont moins élevés et moins saillants que les autres. Un larmier marque la naissance du pignon. Celui-ci est seulement percé d'un orifice circulaire, et consolidé par un chaînage vertical.
Le pignon en haut de la façade occidentale est aveugle, et sommé d'une croix en antéfixe. Sans doute pour des motifs esthétiques, le maître d'œuvre a renoncé à des contreforts de part et d'autre du portail, qui est dissimulé par un porche remarquable pour le galbe de son toit. Il doit s'agir d'un rajout postérieur, car sa charpente se superpose en partie aux niches à statues ménagées au-dessus des pilastres cantonnant le portail. Les dais sous la forme de coquilles Saint-Jacques, les losanges qui décorent les pilastres et l'arc en cintre surbaissé du portail évoquent la Renaissance tardive. Une Pietà est placée sur l'entablement ébauché, devant l'oculus bouché visible également depuis l'intérieur. Quant au clocher, il se remarque par l'absence de contreforts, qui cèdent la place à des pilastres plats appareillés en pierre de taille. Le soubassement et l'étage intermédiaire forment une entité, qui est subdivisée en trois niveaux par des bandeaux plats. Le premier et le troisième niveau arborent un œil-de-bœuf au milieu de chaque face. Une corniche fortement saillante marque le début de l'étage de beffroi, qui est percé d'une grande baie abat-son en plein cintre par face, comme à Roissy-en-France, à Saint-Martin-du-Tertre et au Thillay. Une corniche plus discrète termine l'étage. Le toit à la hache est couvert d'ardoise, contrairement au toit de l'église, qui est couvert de tuiles plates du pays.

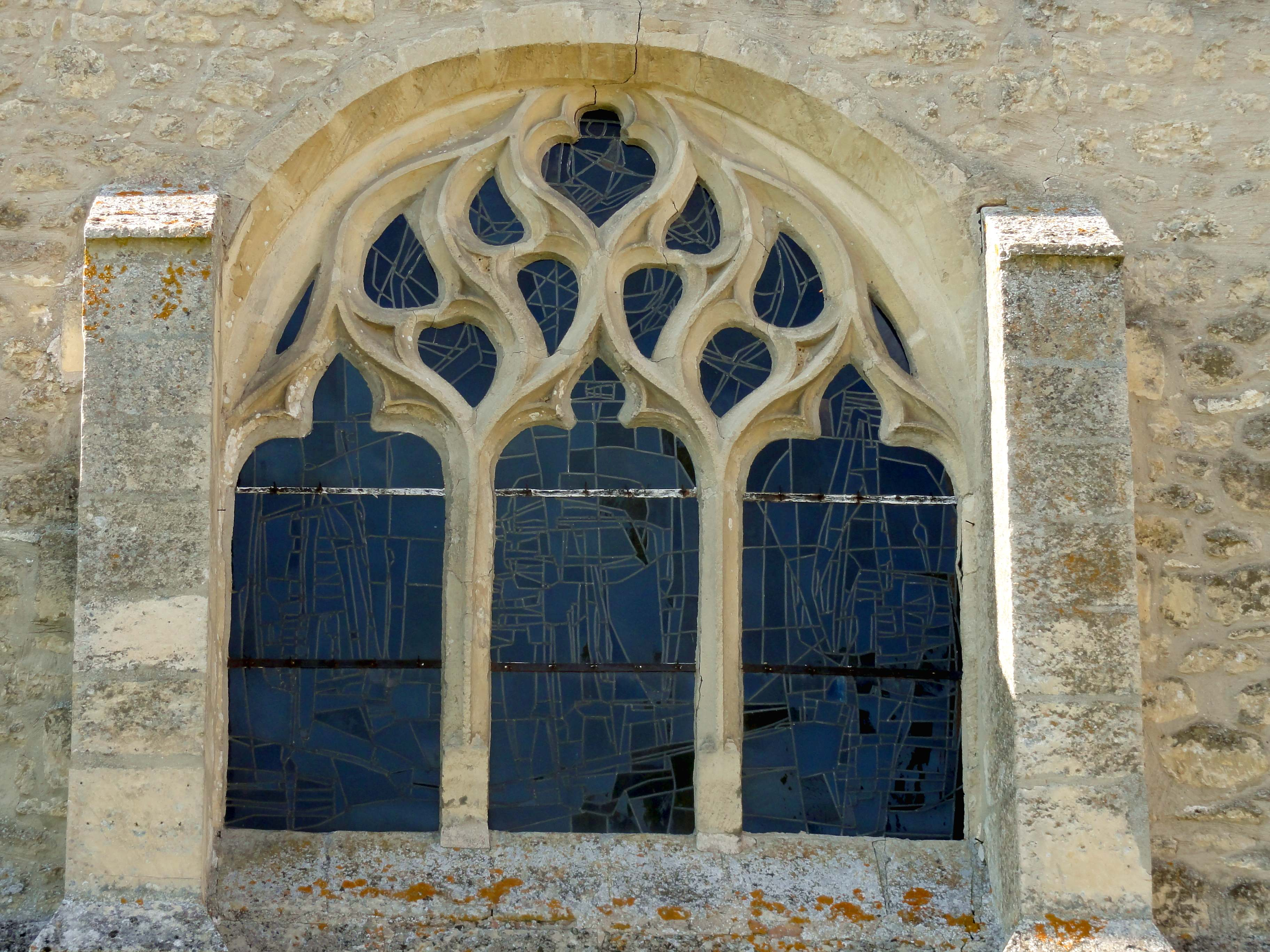
Fenêtre du chevet.
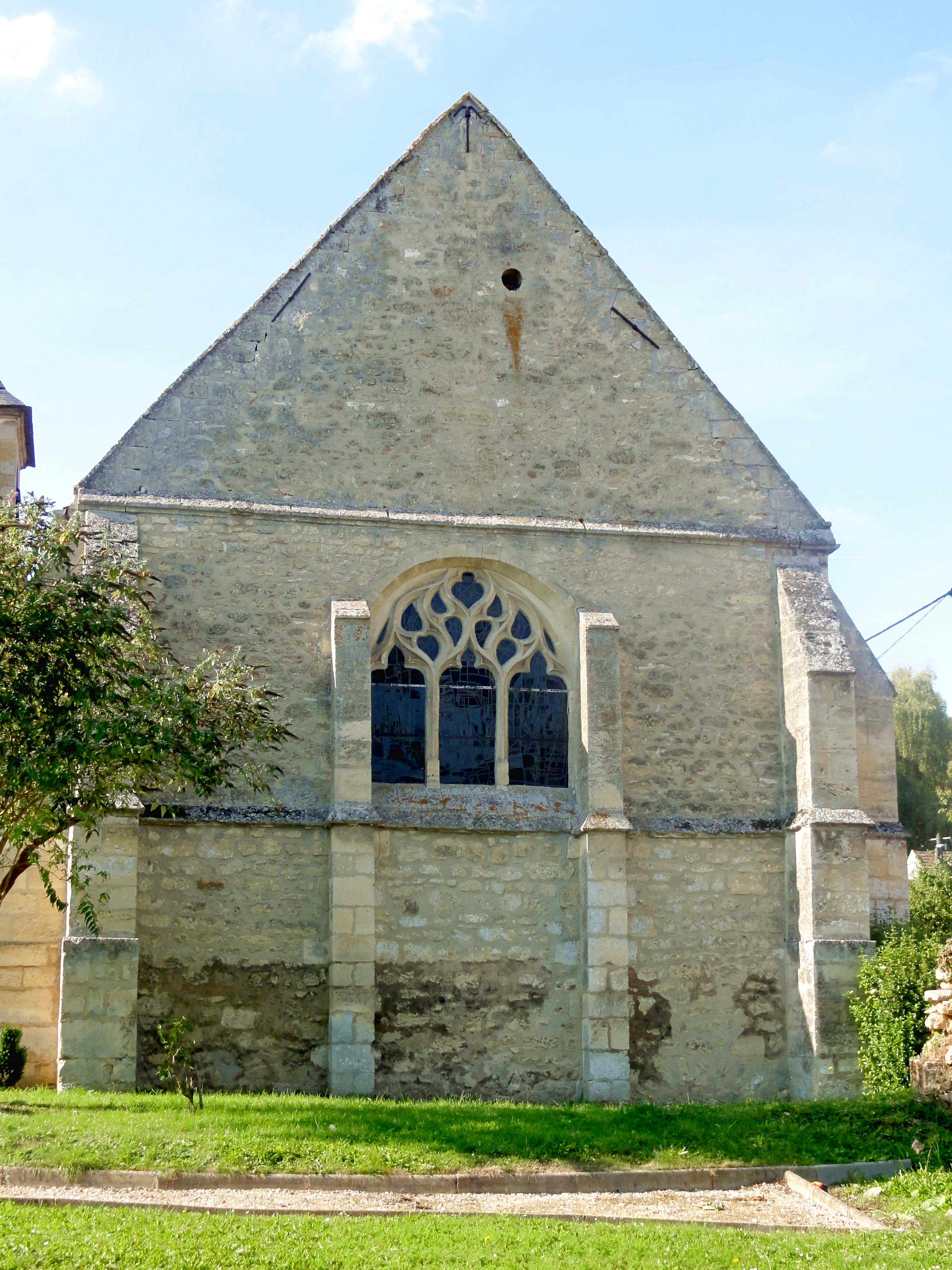
Chevet.
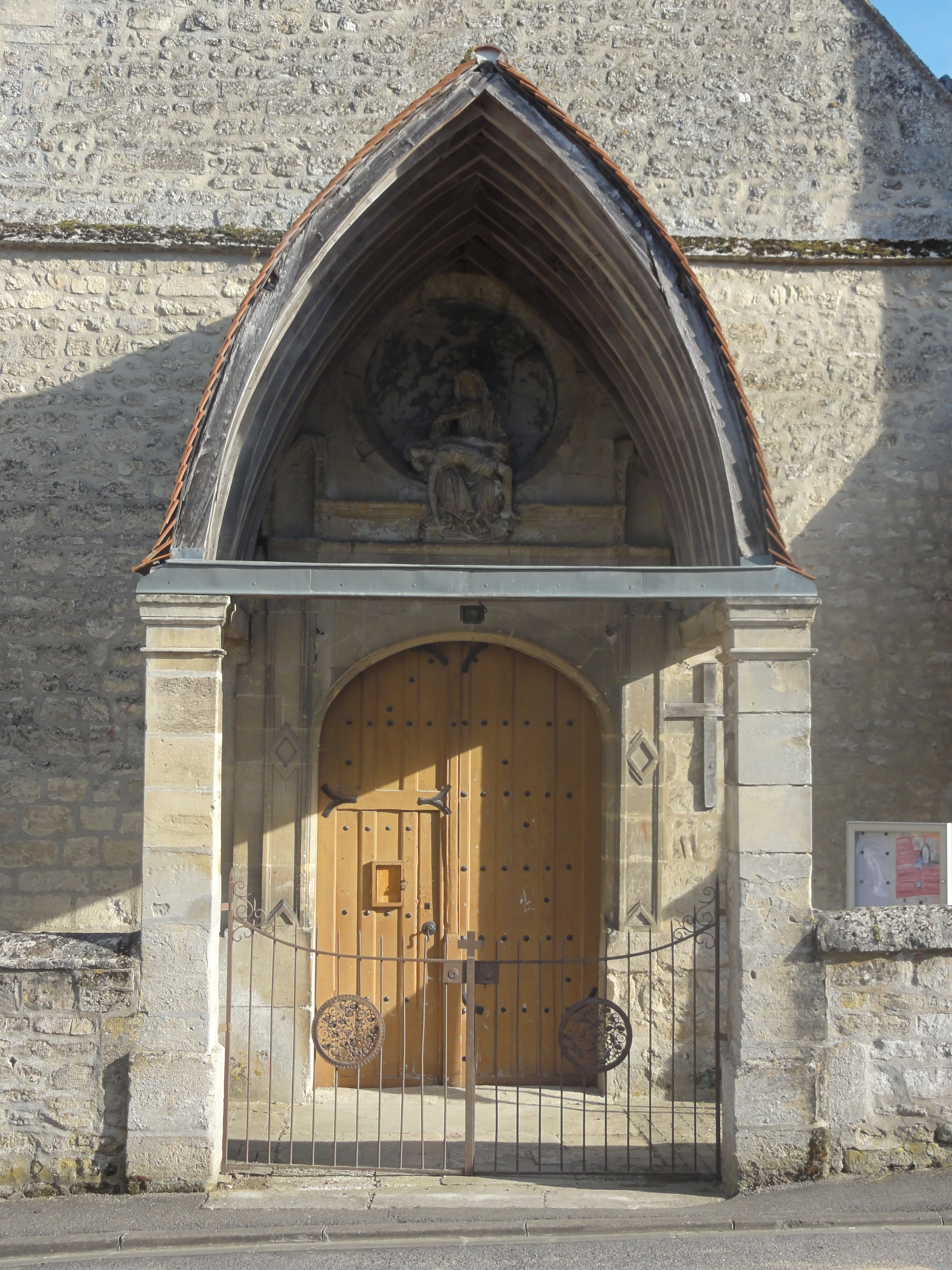
Porche.
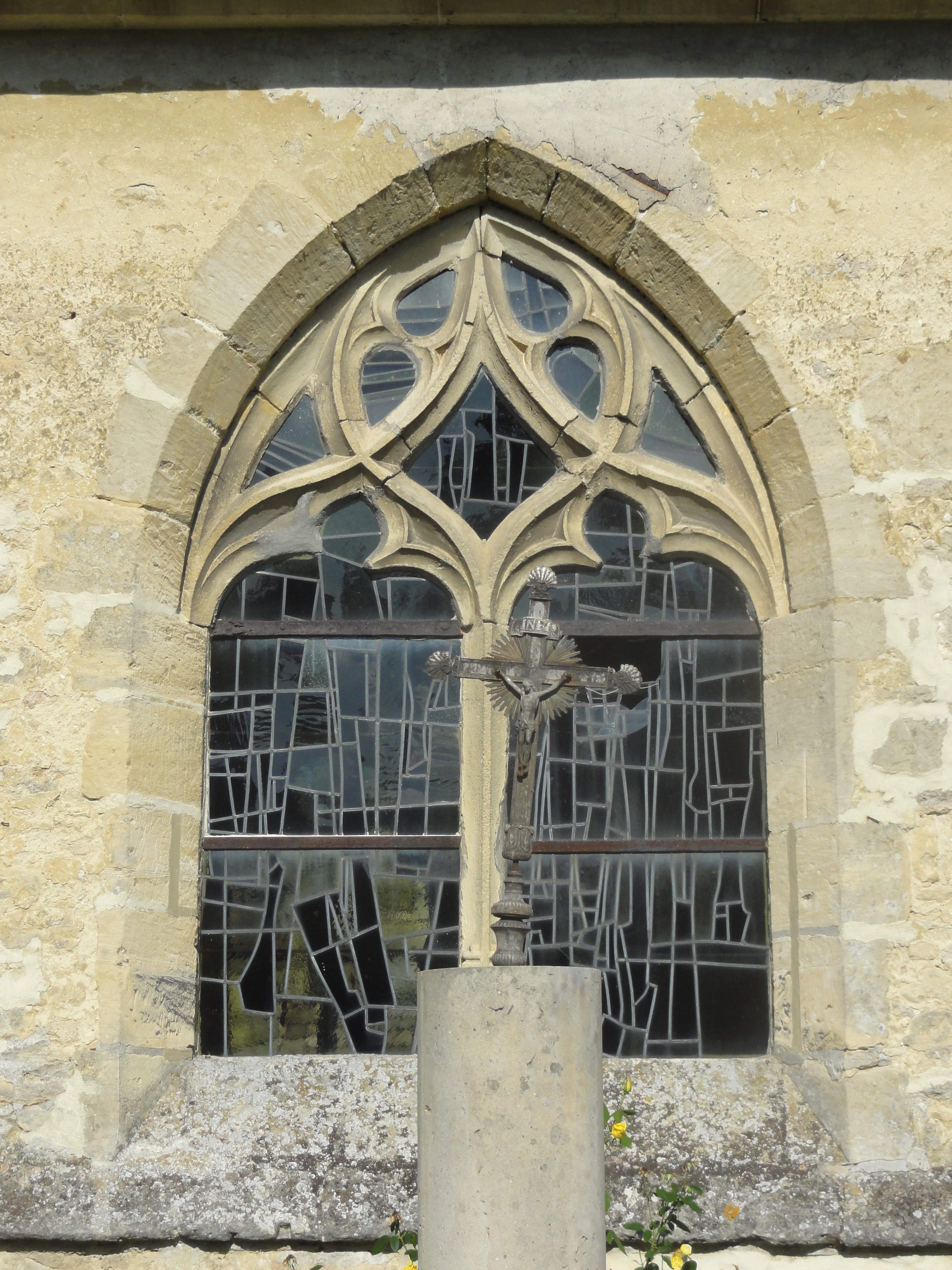
2e fenêtre du sud.
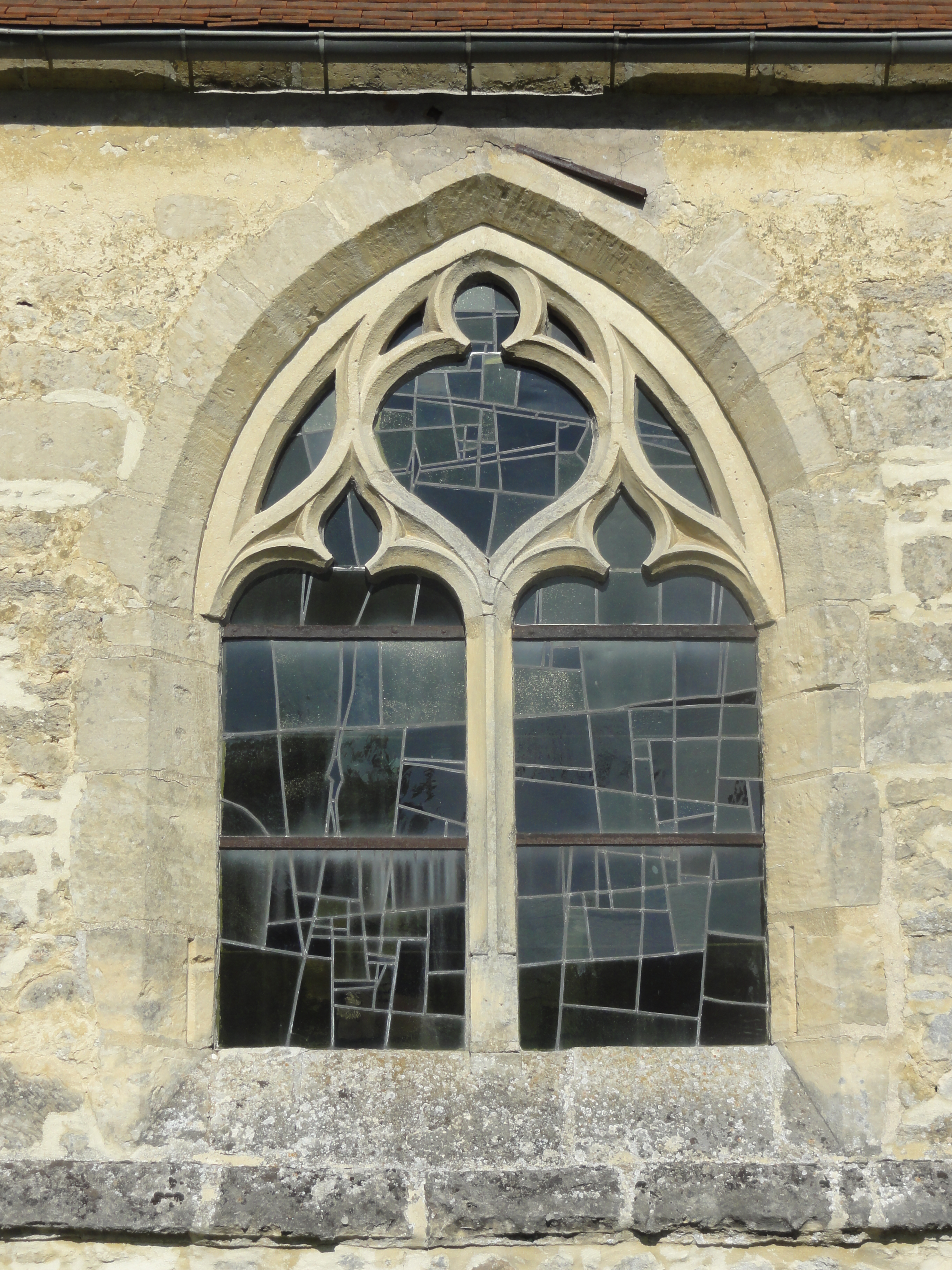
Autres fenêtres latérales.
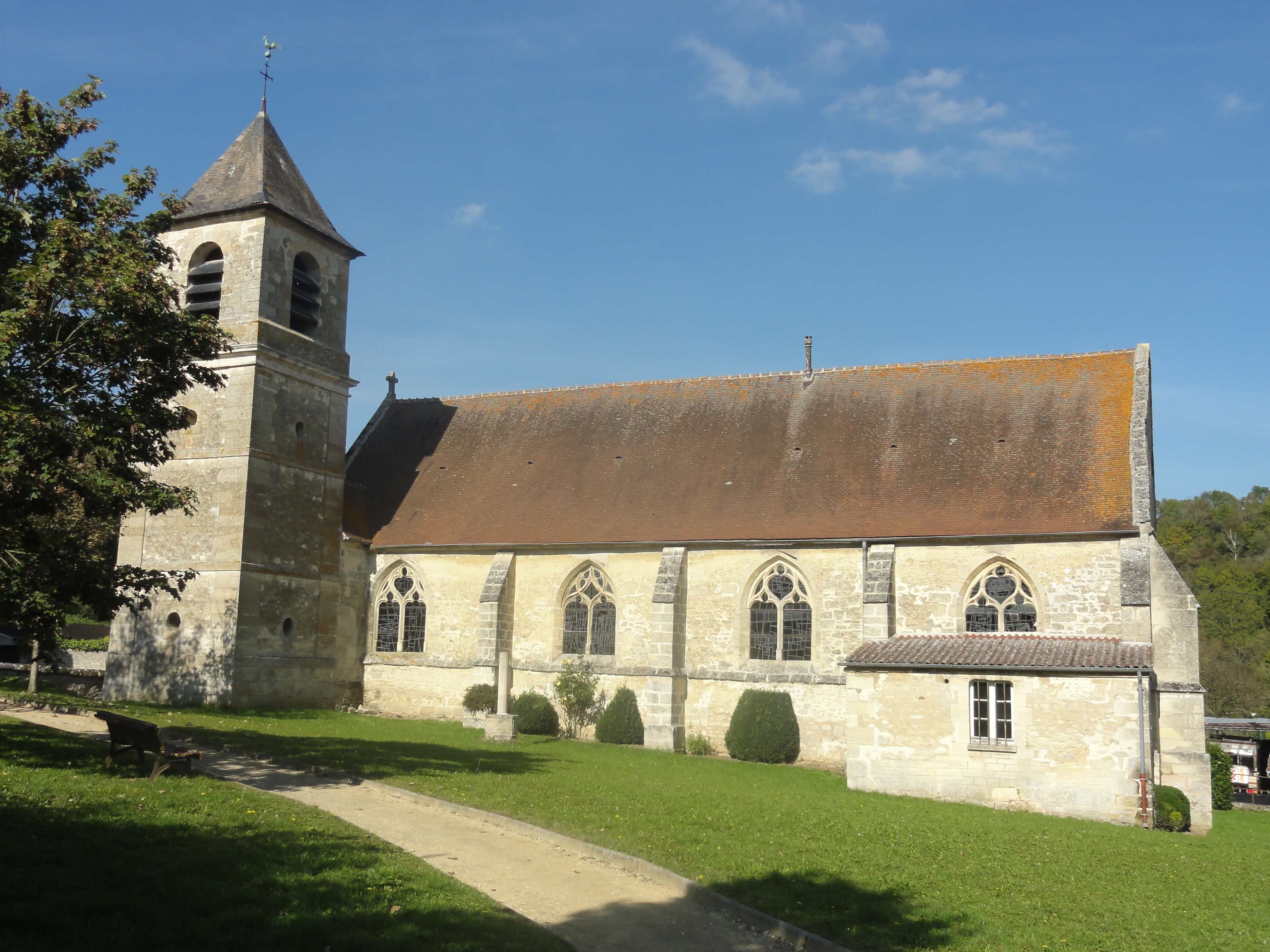
Vue depuis le sud.

## Mobilier

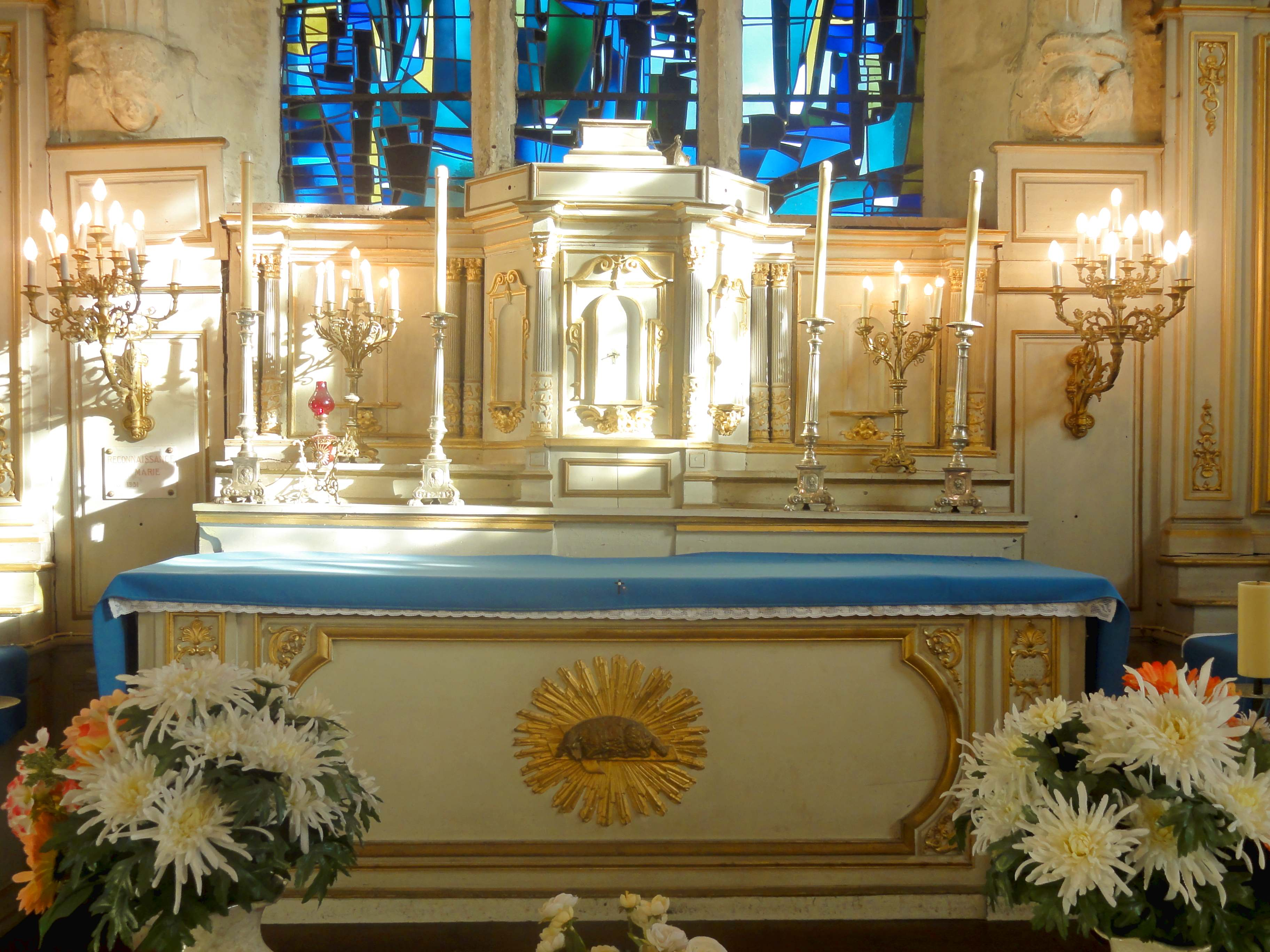
Maître-autel et tabernacle.

Parmi le mobilier de l'église, cinq statues, un Christ en croix et le maître-autel sont classés monument historique d'après le père Carlos Speybroeck, curé de Précy, Boran et Blaincourt entre 1979 et 2011, et membre de la Commission d'Art sacré du diocèse de Beauvais. Aucun de ces objets n'est toutefois répertorié dans la base Palissy. Les œuvres classées sont les suivantes :
- La Pietà en pierre polychrome datant du XVIe siècle, devant le tympan du portail ;
- le Christ en croix en bois polychrome datant du XVIe siècle ;
- la statue en bois polychrome de saint Antoine l'Ermite datant du XVIe ou du XVIIe siècle, « avec son tau, sa clochette, sa laie et les flammes qui rappellent le feu de Saint-Antoine »[7] ;
- la statue en bois polychrome de saint Fiacre datant du XVIIe siècle ;
- la statuette en bois polychrome de saint Éloi, datant du XVIe siècle et provenant de l'église Saint-Barthélémy de Bonqueval ;
- la statuette en bois polychrome de saint Barthélemy, datant de la fin du XVe ou du début du XVIe siècle, de la même provenance ;
- le maître-autel avec son tabernacle, en bois verni et partiellement doré, datant du XVIIIe siècle.

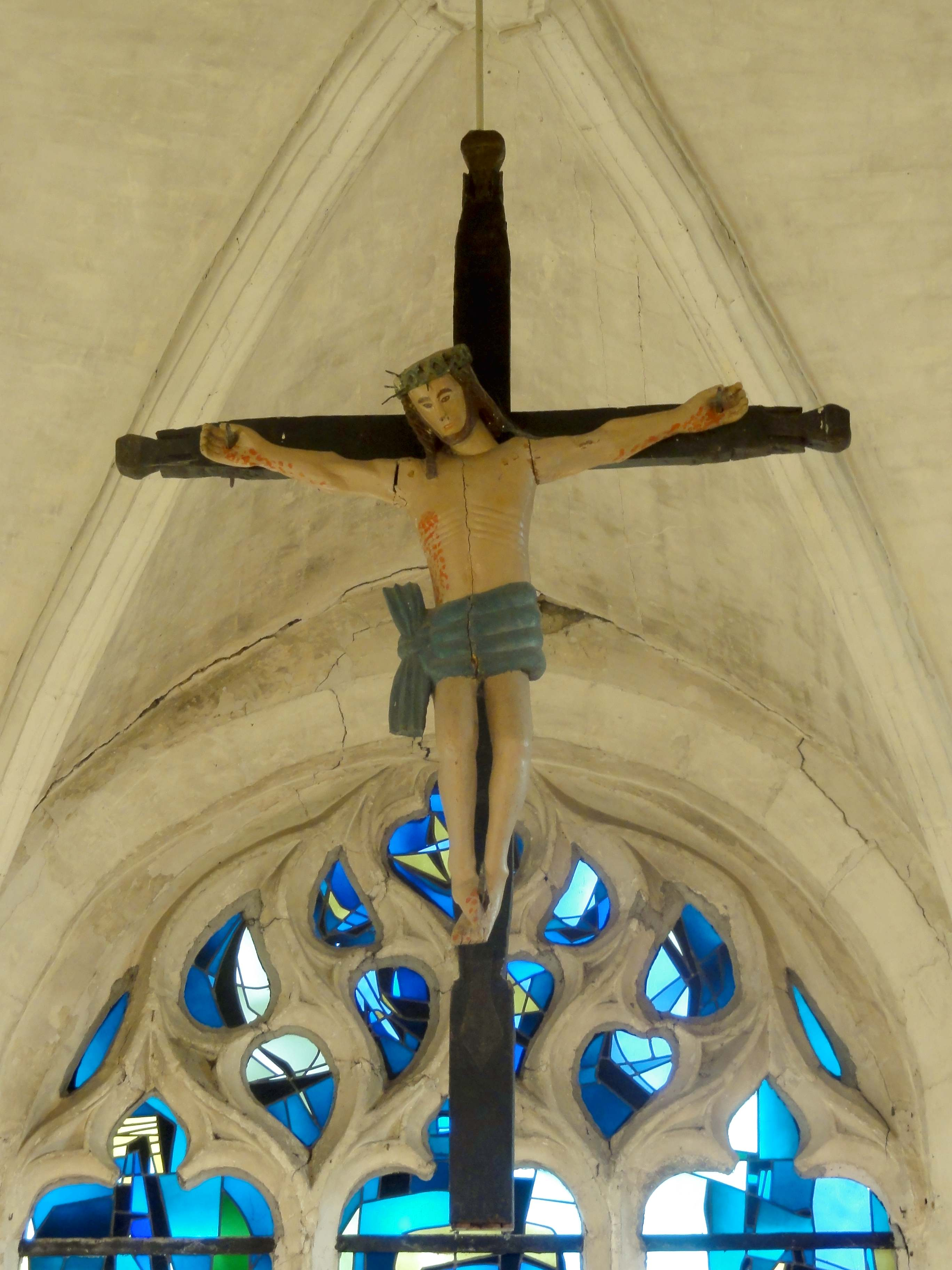
Christ en croix.
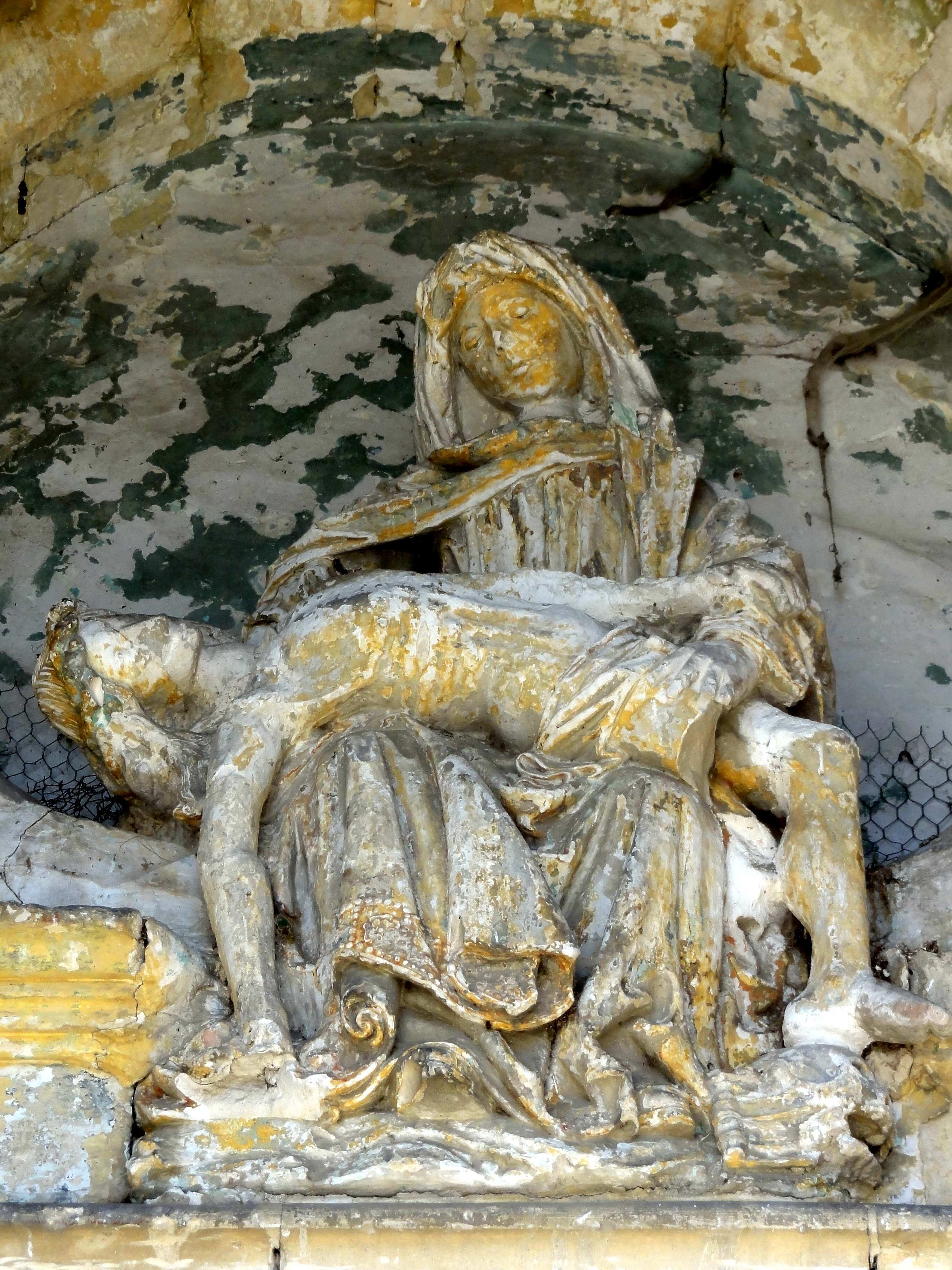
Pietà sous le porche.
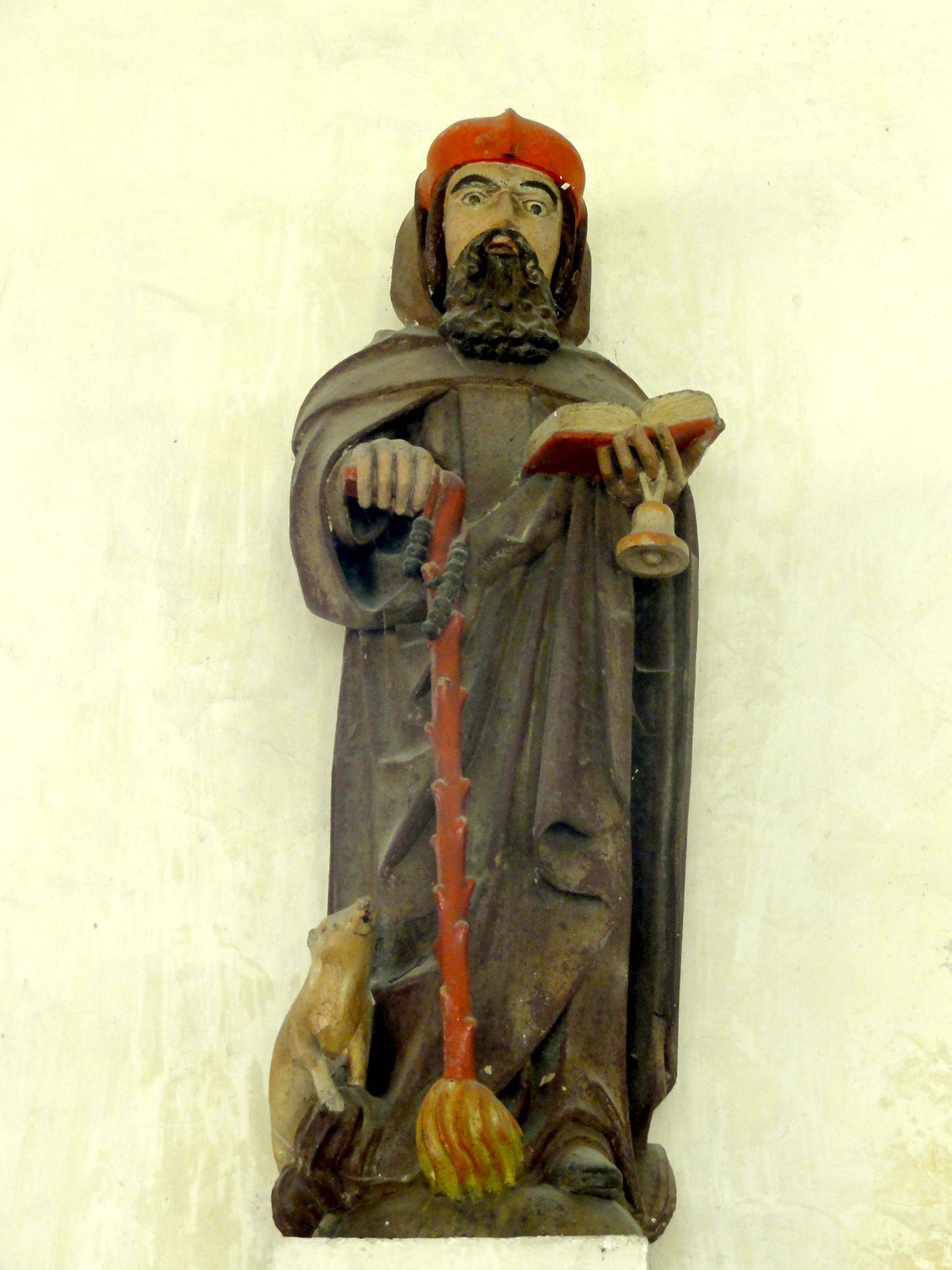
Saint Antoine l'Ermite.
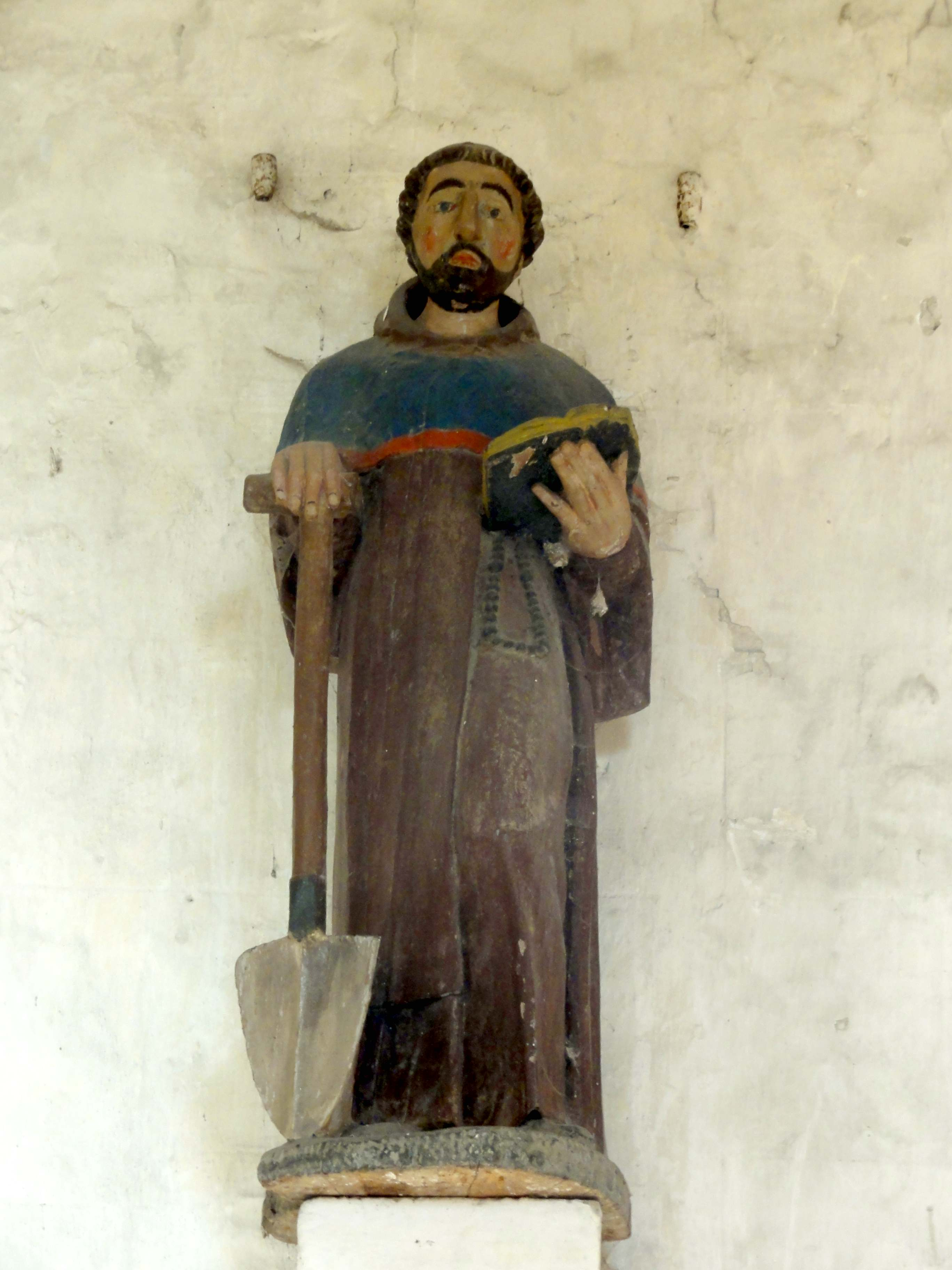
Saint Fiacre.
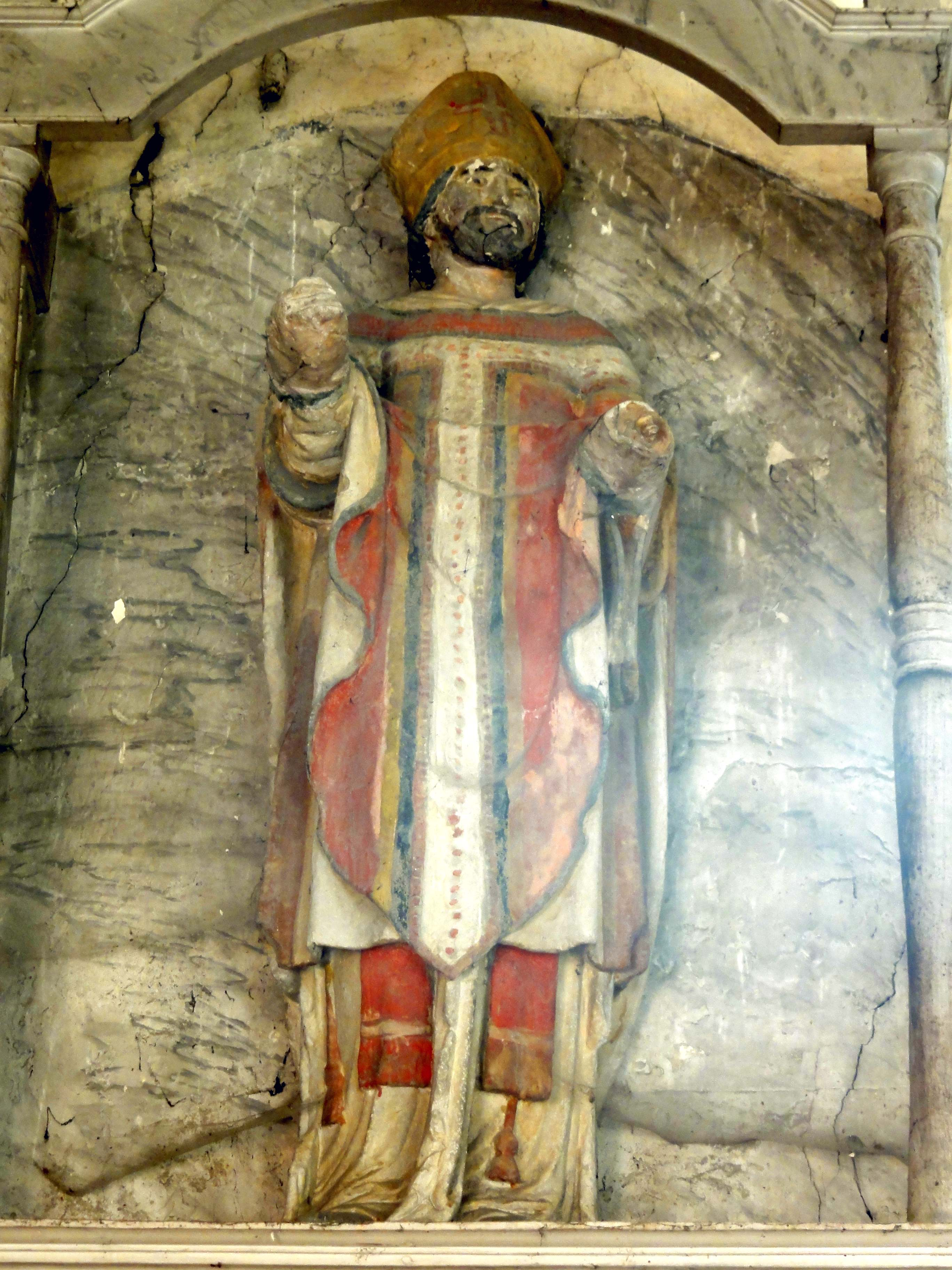
Saint Éloi.
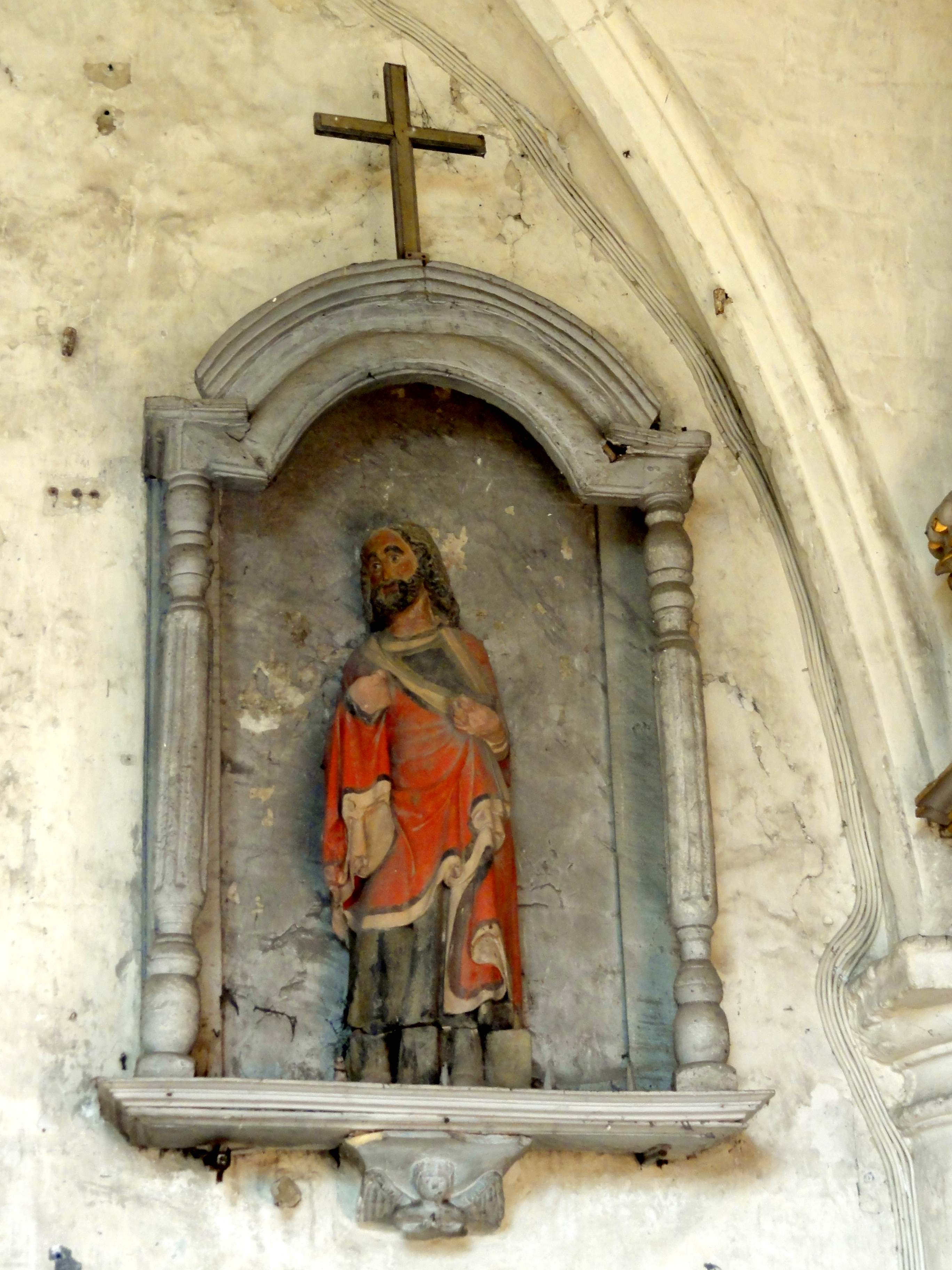
Saint Barthélémy.

Quelques autres éléments du mobilier sont antérieurs à la Révolution. Le plus ancien est la statue d'un christ, qui est le fragment d'un christ en croix du XVIe siècle provenant de l'église de Bonqueval. Les autres objets datent du XVIIIe siècle. Il s'agit de la chaire à prêcher ; du confessionnal en bois de chêne ; de deux stalles vermoulues ; de l'autel et du retable de la Vierge, en bois verni et doré, au chevet du collatéral nord ; de la statue de la Vierge à l'Enfant « repeinte par un barbare au XIXe siècle » (abbé Speybroeck) ; de l'autel et du retable de saint Bruno, au chevet du collatéral sud, en tous points identique à son homologue au chevet du collatéral nord ; du tableau peint à l'huile sur toile de saint Bruno priant, mesurant 185 cm de hauteur pour 100 cm de largeur ; et d'un bâton de confrérie, dit également bâton de procession, représentant la Vierge à l'Enfant.

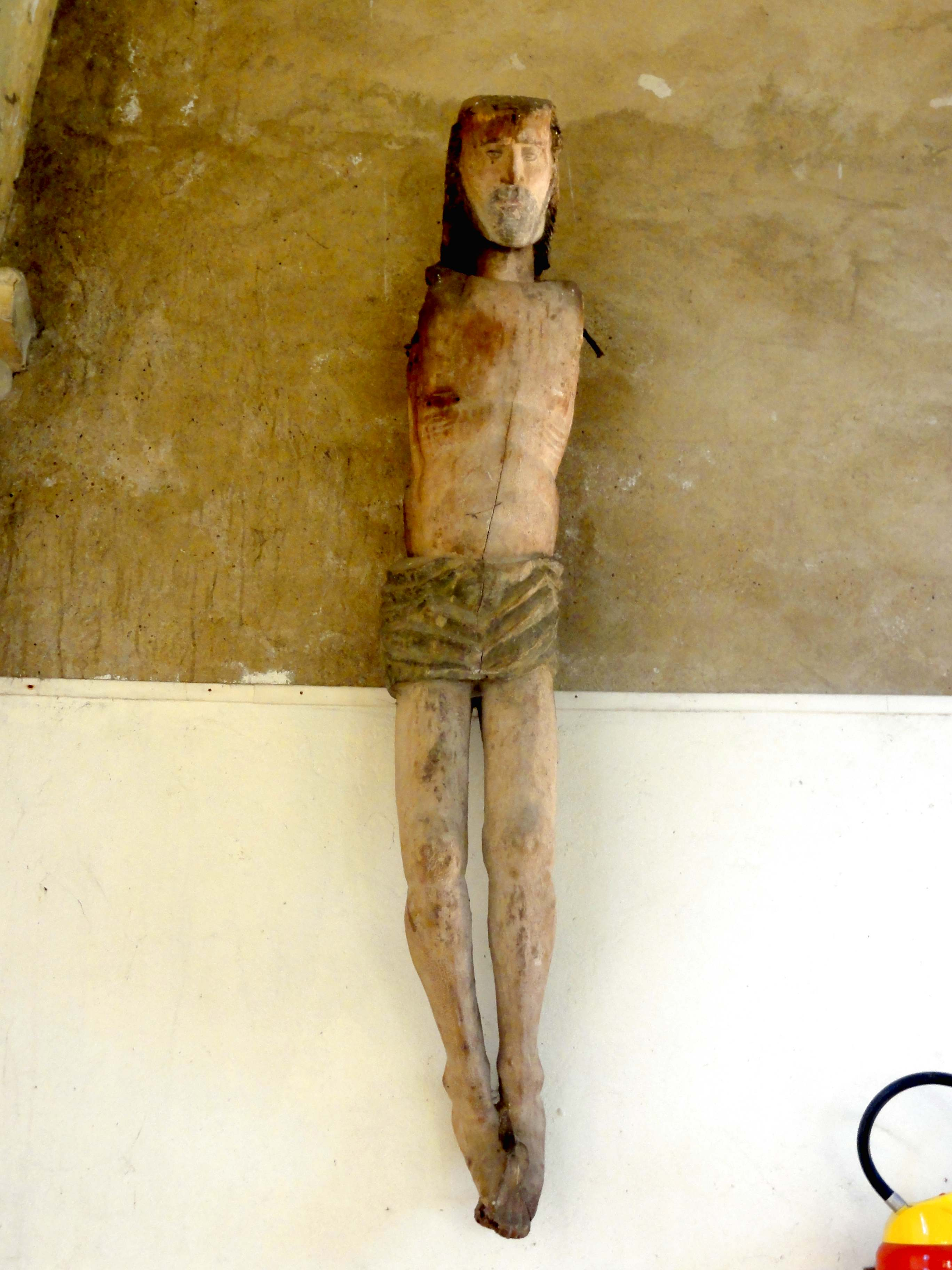
Christ de Bonqueval.
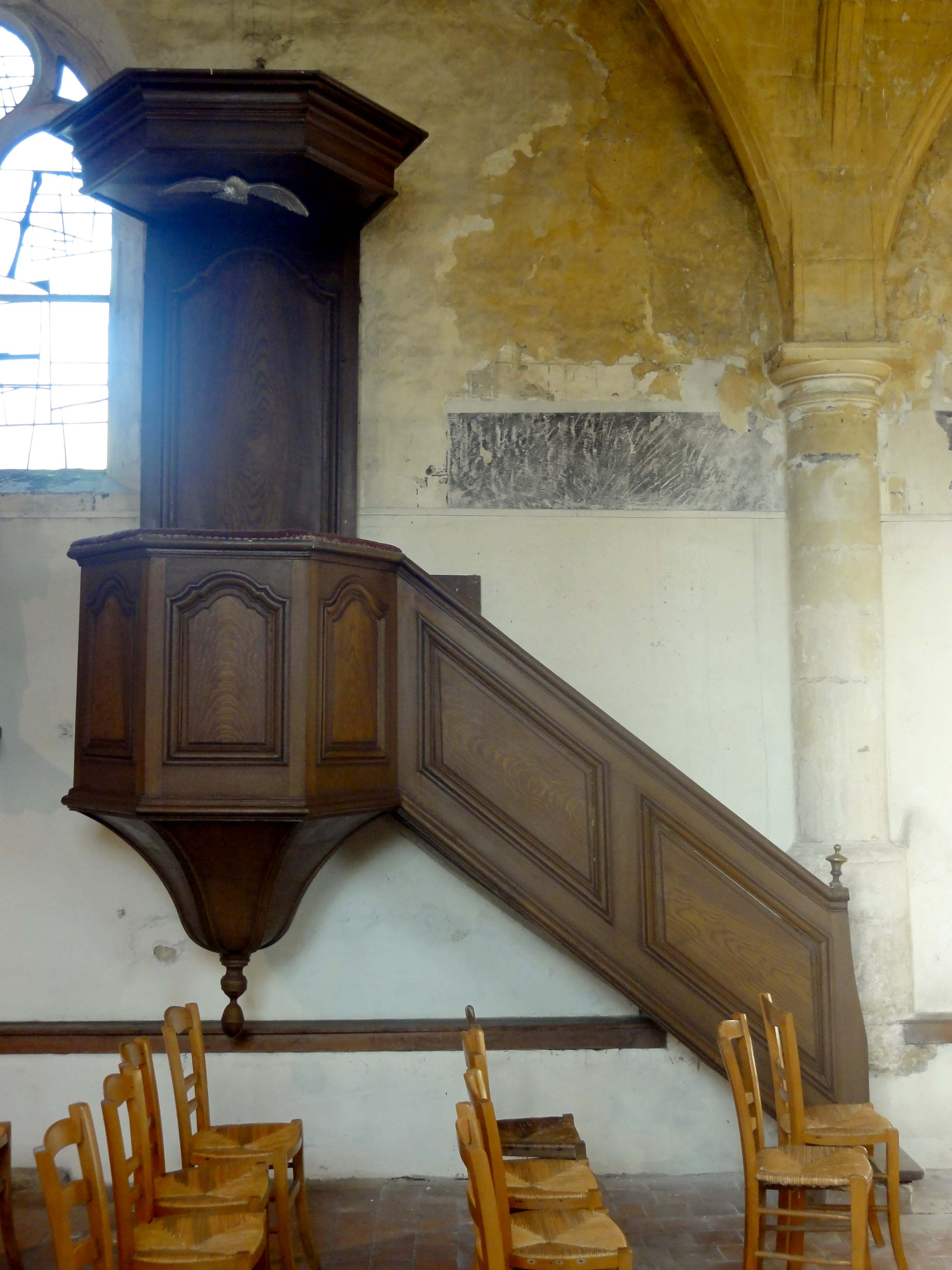
Chaire à prêcher.
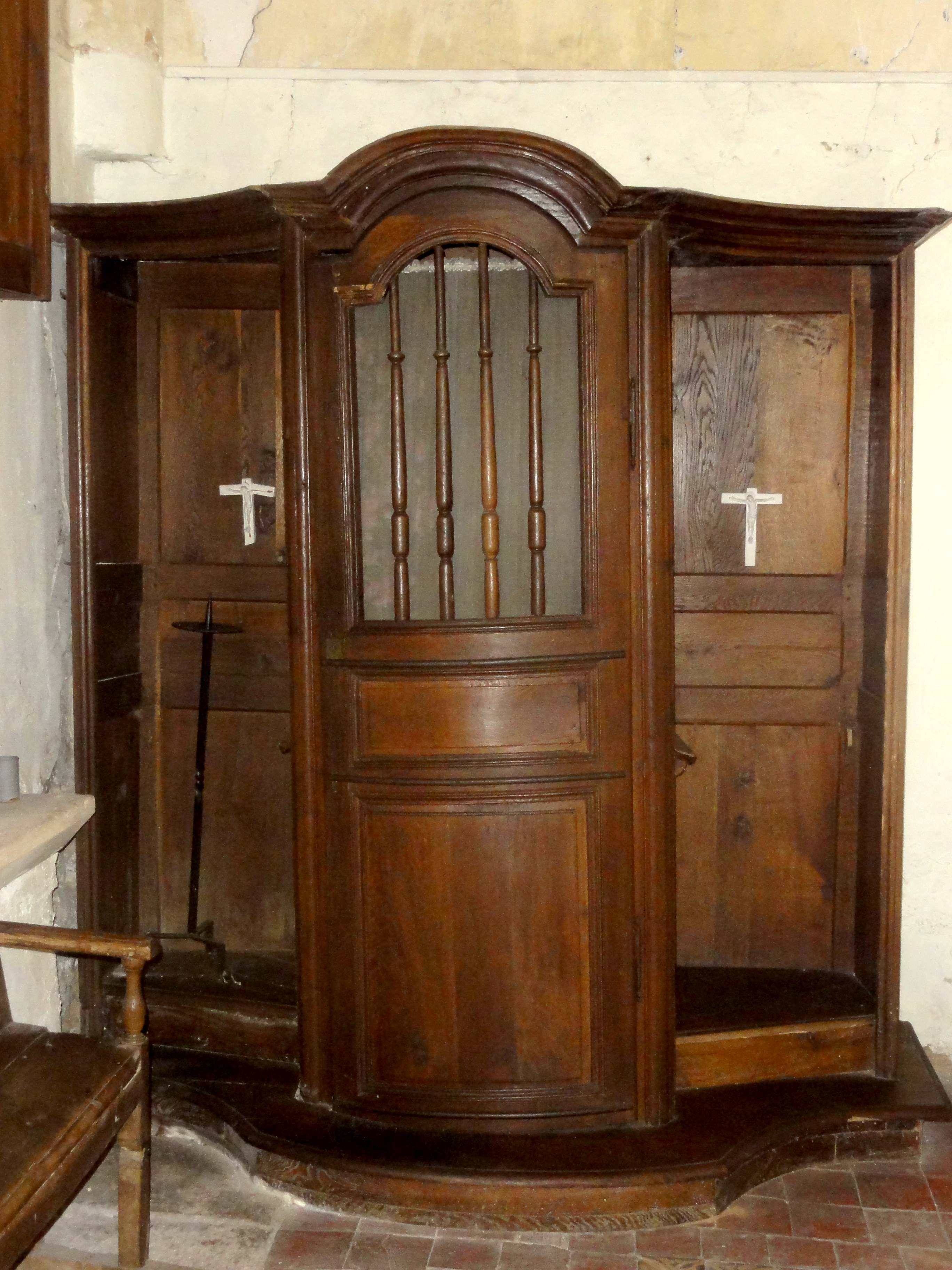
Confessionnal.
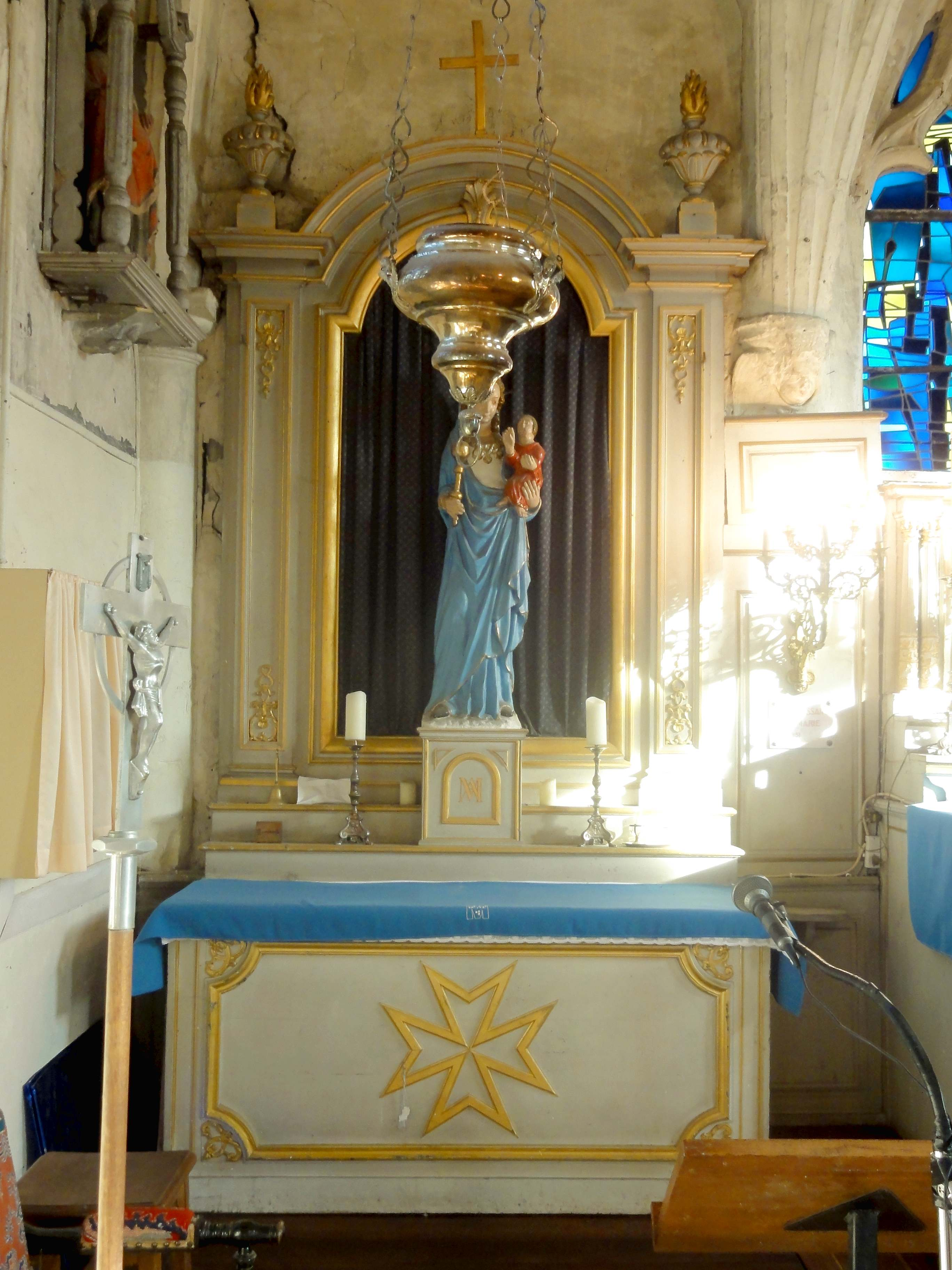
Autel de la Vierge.
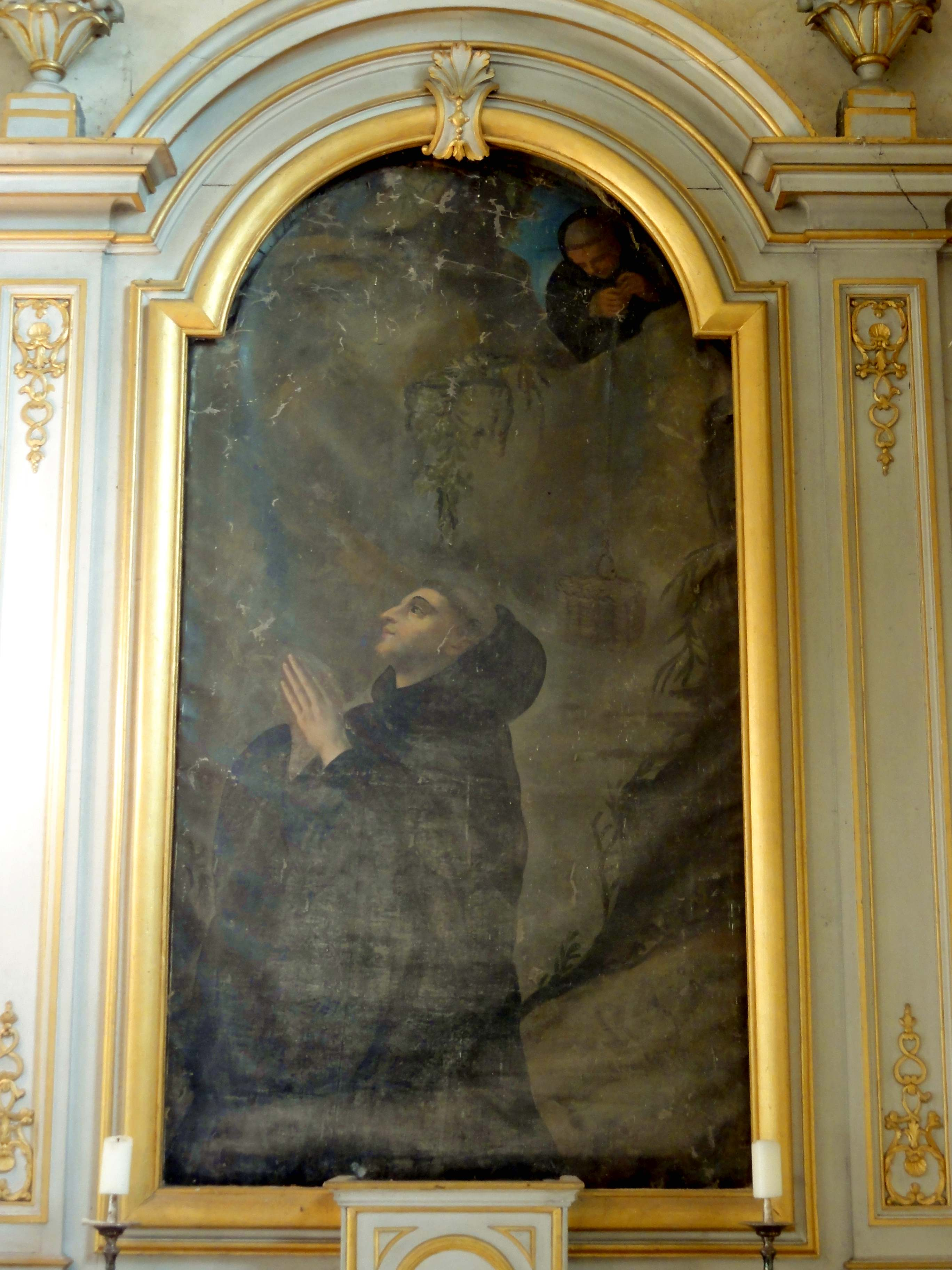
Tableau - saint Bruno.
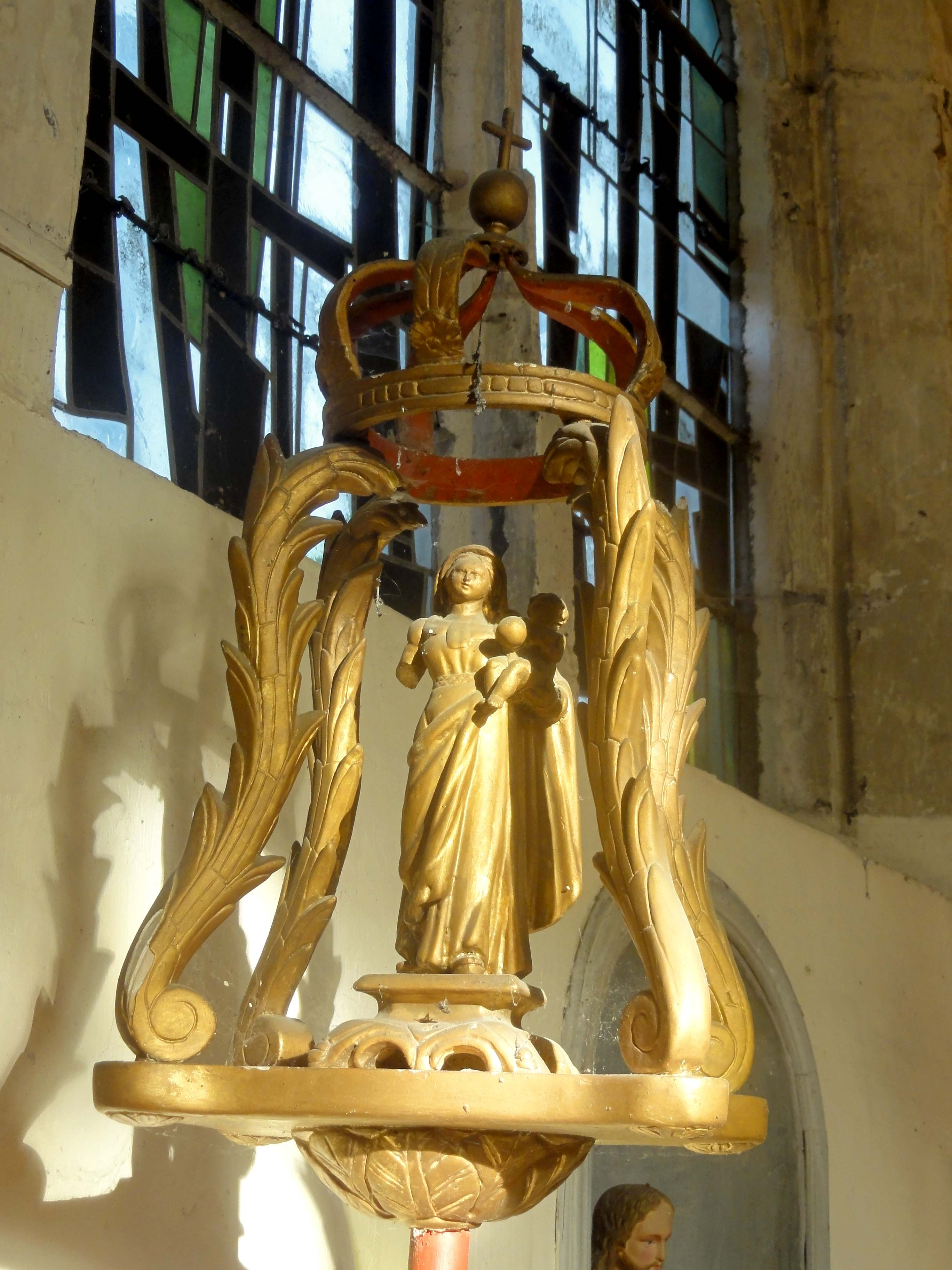
Bâton de confrérie.